# Storia di Legnano nel XX secolo

Lo stemma del comune di Legnano

La storia di Legnano nel XX secolo è stata caratterizzata dal raggiungimento, tra il 1951 e il 1961, del secondo più alto tasso - a livello nazionale - di impiegati nell'industria in relazione agli abitanti (65,2%), seconda solo a Sesto San Giovanni (67,14%). I settori industriali più sviluppati sono stati quelli tessile e metalmeccanico.
Tra le industrie tessili legnanesi, nel 1951, la maggiore era il Cotonificio Cantoni con 3 465 occupati, seguita dalla De Angeli-Frua (1 504), dal Cotonificio Dell'Acqua (1 495), dalla tintoria Agosti (1 393), dalla Manifattura di Legnano (1 165), dalla tintoria Giulini & Ratti (972) e dal Cotonificio Bernocchi (851). Nel settore metalmeccanico predominava la Franco Tosi (più di 4 800 dipendenti), seguita dall'Ercole Comerio (454), dalla Mario Pensotti (387), dalla Bozzi (331), dalle Industrie Elettriche di Legnano (253), dalla fonderia SAFFES (246).
L'età d'oro dell'industria legnanese, iniziata negli anni ottanta del XIX secolo, terminò negli anni sessanta del XX. In seguito Legnano conobbe un lungo periodo di crisi che portò alla chiusura di molte attività produttive. Fu una crisi generale e duratura, che toccò i vari comparti classici dell'industria legnanese, da quello tessile, a quelli meccanico, chimico e calzaturiero.
Nel contempo, iniziò una fase di nascita di piccole aziende, che consentì a Legnano di rimanere inserita in un contesto produttivo molto avanzato, collocandola ancora nel XXI secolo tra le zone più sviluppate e industrializzate d'Italia.

## Dall'inizio del XX secolo alla prima guerra mondiale

Piazza San Magno nel 1901, prima della costruzione di palazzo Malinverni. Sulla destra l'antica canonica del XVI secolo, ora non più esistente

Largo Seprio (all'epoca corso Vittorio Emanuele) a Legnano in un'immagine precedente al 1915. Sulla sinistra, davanti all'edicola, la Casa di Gian Rodolfo Vismara, che è stata demolita tra il 1934 e il 1936. Si riconoscono i binari della tranvia Milano-Gallarate, che sono stati eliminati con la chiusura della tranvia, che avvenne nel 1966

Tra il 1885 e il 1915 ci fu la completa trasformazione industriale dell'antico borgo agricolo, che fu accompagnata da un forte incremento demografico. La popolazione di Legnano passò infatti dai 7 041 abitanti del 1885 ai 28 757 del 1915. Questo tasso di crescita portò Legnano al primo posto tra i comuni italiani nella classifica stilata considerando l'incremento demografico percentuale calcolato nei due decenni citati. Ciò comportò, tra l'altro, allo stravolgimento dell'assetto urbanistico, che fu caratterizzato, da questo momento in poi, da un'espansione dell'abitato verso tutte le direzioni. Fino ad allora Legnano era tendenzialmente divisa in due parti: l'agglomerato più grande e più importante ubicato sulla riva destra del fiume Olona e che corrisponde al moderno centro della città (la cosiddetta Contrada Granda, in dialetto legnanese) e un borgo più piccolo, Legnanello, sulla riva sinistra del fiume.
La stragrande maggioranza dei nuovi cittadini legnanesi proveniva dai comuni limitrofi oppure da quelli situati e breve distanza: l'immigrazione coinvolgeva quindi l'ambito provinciale e marginalmente quello regionale. La prima urgente necessità che si presentò alle autorità comunali fu la carenza di abitazioni: questo problema fu in parte risolto dalle industrie locali, che allestirono un piano di costruzione di case popolari destinate ai propri dipendenti. Con la crescita esponenziale del numero di abitanti, venne anche deciso di realizzare (1906) l'acquedotto comunale.

Corso Garibaldi a Legnano verso piazza San Magno nel 1912. Sullo sfondo gli edifici in seguito demoliti per poter permettere la costruzione della Galleria INA

Piazza del Popolo e, sullo sfondo, la chiesa dei Santi Martiri in un'immagine di inizio XX secolo

Lo sviluppo industriale portò a una nuova crisi agricola della zona: molti contadini iniziarono infatti a lavorare nelle fabbriche abbandonando l'agricoltura. Gli agricoltori si trovavano inizialmente in grande disagio, sia psichico che fisico, nelle industrie: ora erano infatti soggetti a una disciplina prima sconosciuta ed erano obbligati a lavorare in ambienti chiusi e spesso malsani. L'indice di occupati nell'industria, rispetto ai lavoratori totali, passò dal 12% del 1857, al 28% del 1887 al 42% del 1911: al termine del processo di trasformazione del borgo agricolo in città industriale moderna, Legnano iniziò a essere soprannominata "piccola Manchester" d'Italia, titolo conteso in zona con la confinante e altrettanto industrializzata Busto Arsizio. Il ritmo e la portata di questa trasformazione ebbe pochi altri esempi paragonabili nel continente europeo.
Il 29 giugno 1900 fu inaugurata una statua bronzea che venne intitolata a un combattente della battaglia di Legnano, scontro armato che vide la Lega Lombarda sconfiggere l'imperatore Federico Barbarossa (29 maggio 1176): il monumento al Guerriero di Legnano. È spesso erroneamente associato al leggendario condottiero lombardo Alberto da Giussano. È situato in piazza Monumento, nei pressi della stazione ferroviaria della città. La statua, che è opera di Enrico Butti, ha come soggetto un combattente in una posa poi divenuta celebre, con lo scudo nella mano sinistra e la spada nella destra che è protesa verso l'alto in modo da simboleggiare la fine della battaglia e la sconfitta di Federico Barbarossa.
Fino al 1898 la sola parrocchia presente a Legnano era quella di San Magno: in seguito, a causa della costante crescita demografica, nacquero quelle del Santo Redentore (1898), San Domenico (1907) e Santi Martiri (1911), Santa Teresa del Bambin Gesù (1964), San Paolo (1970) e San Pietro (1973). A queste istituzioni ecclesiastiche seguì la costruzione delle chiese a cui poi le parrocchie avrebbero fatto riferimento, come la chiesa del Santissimo Redentore (realizzata tra il 1901 e il 1902), la chiesa di San Domenico (1900-1908) e la chiesa dei Santi Martiri (1904-1910).
Nel 1903 furono inaugurati i primi bagni pubblici coperti di Legnano, che comprendevano anche una palestra per la ginnastica; terminata la loro funzione, la palestra è diventata sede del corpo bandistico municipale, mentre i bagni pubblici, in seguito, hanno iniziato ad ospitare la sede locale della Croce Rossa Italiana. Entrambi gli edifici sono in stile eclettico. Sempre nel 1903 fu costruito il primo padiglione dell'Ospedale civile grazie a una sottoscrizione popolare, per la quale gli industriali legnanesi ebbero un ruolo di primo piano, mentre il 28 novembre 1909 venne inaugurato palazzo Malinverni, che fu destinato a municipio. Nel 1915, alla vigilia dell'entrata dell'Italia nella prima guerra mondiale, Legnano raggiunse i 28 757 abitanti: dall'inizio del XX secolo la città fu oggetto di un forte incremento demografico che fu dovuto all'immigrazione e che venne determinato dal grande sviluppo dell'industria.
Il censimento industriale nazionale del 1911, a Legnano, registrò questi dati statistici:
(Dati statistici del I censimento industriale relativi a Legnano)
| Anno | N° aziende | Addetti all'industria | Popolazione residente | Tasso di impiegati nell'industria in relazione agli abitanti |
| ---- | ---------- | --------------------- | --------------------- | ------------------------------------------------------------ |
| 1887 | 26         | 1 855                 | 6 471                 | 28,7%                                                        |
| 1891 | 56         | 4 204                 | 11 068                | 38%                                                          |
| 1911 | 210        | 10 165                | 24 971                | 42,5%                                                        |

Il numero totale delle aziende a Legnano, escludendo gli artigiani, raggiungeva le 210 unità, le quali impiegavano complessivamente 10 165 operai. I cotonifici, in totale, impiegavano 150 500 fusi e 6 397 telai meccanici. Come forza motrice queste attività utilizzavano il vapore, per un totale di 850 hp, e l'energia elettrica, per 17700 kW/anno. Il peso dell'impiego delle acque dell'Olona per far muovere i macchinari era trascurabile: il corso d'acqua che passa per Legnano ormai serviva quasi esclusivamente per scaricare i residui di lavorazione delle industrie. Le principali tipologie di aziende presenti a Legnano erano due, l'industria tessile e quella meccanica. 

Il Collegio Convitto a Legnano all'inizio del XX secolo. Si trovava nella moderna piazzetta Egidio Assi. All'estrema sinistra si riconosce via Giulini, mentre sulla destra si vede l'edificio demolito nel corso del XX secolo per poter permettere la costruzione di un edificio moderno caratterizzato da portici

Le aziende tessili legnanesi impiegavano 6 750 operai, che erano distribuiti in 32 società, mentre il settore meccanico dava lavoro a 2 165 operai che erano impiegati in 49 aziende. Nel primo caso la media era di 210 operai per fabbrica, mentre per le aziende meccaniche questa media scendeva a 53. L'industria tessile legnanese, a differenza di quella meccanica, era quindi composta da aziende di grandi dimensioni. Il numero di 53 operai mediamente impiegati nelle imprese meccaniche legnanesi era un dato comunque superiore a quello della vicina Busto Arsizio, dove il medesimo dato statistico raggiungeva i 12 operai. Considerando le cifre assolute, Legnano era il quinto polo tessile italiano per numero di addetti dopo Milano (29 388 operai), Torino (20 455 operai), Monza (11 171 operai) e Napoli (9 809 operai). Per quanto riguarda invece il tasso di impiegati nell'industria in relazione agli abitanti, Legnano raggiungeva il 42,5%, che poneva la città del Carroccio al nono posto a livello nazionale.

L'Olonella a Legnano in piazza IV novembre verso largo Tosi angolo via Crispi all'inizio del XX secolo

Nel 1908 Andrea Pensotti, già caporeparto della Franco Tosi, costituì prima una fonderia e poi un'officina meccanica, entrambe ubicate vicino alla ferrovia. L'Andrea Pensotti, che diventò in giro di qualche decennio il quarto sito produttivo di Legnano per dimensioni, si concentrò nella fabbricazione di caldaie che erano esportate anche all'estero. Altre aziende degne di nota sorte all'inizio di questo secolo furono la FIAL e la Wolsit, che producevano automobili e piccoli aeroplani, nonché la "elettrochimiche Rossi", che realizzava prodotti chimici per l'industria degli esplosivi, l'industria cotoniera "F. Vignati & C." e la tintoria "E. Mottana & C". Ultima grande fabbrica tessile a essere impiantata a Legnano fu la Manifattura di Legnano, che sorse nel 1903
Questi anni furono anche caratterizzati dall'estensione della pubblica istruzione, con la fondazione di nuovi plessi scolastici: vennero realizzate scuole elementari, scuole medie e istituti superiori. Già nel 1897 gli alunni delle scuole legnanesi, sia pubbliche che private, erano 1 648, un numero notevole per l'epoca. Nella prima parte del XX secolo furono anche fondati gli istituti tecnici e professionali, che si rivolgevano alle future maestranze delle aziende locali, grazie al contributo degli imprenditori legnanesi; in questa epoca era forte la necessità di formare, da un punto di vista professionale, le future maestranze delle industrie, ovvero operai specializzati e impiegati tecnici e commerciali. Furono quindi fondati l'Istituto tecnico commerciale "Carlo Dell'Acqua" (1917) e l'Istituto professionale "Antonio Bernocchi" (1918): a quest'ultimo si aggiunse poi, nel 1959, l'Istituto tecnico industriale, sempre intitolato a Bernocchi; nel 1943 venne invece inaugurato il Liceo scientifico, seguito nel 1960 da quello classico con ginnasio.

Palazzo Malinverni visto da largo Tosi all'inizio del XX secolo. Sulla destra gli edifici demoliti negli anni cinquanta del XX secolo per poter permettere la costruzione del palazzo dell'INAIL

Donne al lavoro su forniture belliche alla Franco Tosi di Legnano (1915) durante la prima guerra mondiale, in sostituzione degli uomini, partiti per il fronte di guerra

Il 23 luglio 1910 Legnano, insieme all'intero Alto Milanese, fu colpita da un fortissimo ciclone che causò quattro morti e diversi feriti. Vennero danneggiati moltissimi edifici privati e pubblici, tra cui l'ospedale e la basilica di San Magno, che ebbero poi bisogno di lavori restauro, soprattutto quest'ultima.

Il Cotonificio Cantoni di Legnano durante l'inondazione dell'Olona del 1917

Nel 1915 l'Italia dichiarò guerra agli Imperi Centrali, entrando così nel primo conflitto mondiale. Le conseguenze dell'entrata in guerra si rifletterono anche su Legnano: molti soldati legnanesi partirono per il fronte e perirono sui campi di battaglia. I patimenti e le rinunce per la popolazione civile si acutizzarono con il passare dei mesi e degli anni. Durante la prima guerra mondiale i grandi complessi industriali della città erano in difficoltà per la penuria di materie prime; queste ultime, prima del conflitto, provenivano infatti dalla Germania e dalla Gran Bretagna, cioè da due nazioni coinvolte nel conflitto. Durante la guerra le industrie di Legnano convertirono i loro impianti per la produzione di forniture belliche; la Franco Tosi, in particolare, contribuì ad attrezzare i reparti di artiglieria dell'Esercito. A Legnano furono istituiti due ospedali di guerra, uno ricavato nelle scuole Melzi e l'altro nelle scuole Carducci, mentre in via Bissolati fu realizzato un centro di cura e rieducazione per mutilati di guerra. 
Durante la prima guerra mondiale, a causa delle restrizioni del conflitto, che minarono il già fragile equilibrio sociale, si raggiunse il culmine delle agitazioni sindacali. In particolare, ebbe grande successo lo sciopero generale del comparto tessile che avvenne, non solo a Legnano, il 4 settembre 1915, e che aveva l'obiettivo di ottenere un aumento di stipendio. Gli operai rimproveravano agli imprenditori maggiori guadagni dovuti alle commesse militari a fronte di un cospicuo aumento del costo della vita, che metteva in seria difficoltà il bilancio familiare delle maestranze. Gli operai proclamarono quindi lo sciopero, a cui partecipò la quasi totalità delle maestranze tessili, coinvolgendo 40 000 addetti. Lo sciopero durò 5 giorni e alla fine ottenne il risultato preventivato, con aumenti di stipendio compresi tra il 10% e il 20%. Nel maggio del 1920 scioperarono invece i tranvieri della linea Milano-Gallarate. Le correnti sindacali attive all'epoca a Legnano erano due, una d'ispirazione cattolica e l'altra socialista.
Due calamità naturali peggiorarono ulteriormente la situazione causata dalla guerra: una devastante alluvione dell'Olona che ruppe gli argini invadendo il centro abitato (1917) e l'epidemia di spagnola, che falcidiò la popolazione a partire dai primi mesi del 1918. In particolar modo l'Olona invase gli stabilimenti che sorgevano lungo le sue sponde e allagò il centro della città causando notevoli danni alle abitazioni e ai negozi.

## Tra le due guerre mondiali

### Il primo dopoguerra e l'affermarsi del fascismo
Da un punto di vista politico i primi anni del dopoguerra furono segnati dalla scomparsa dei due schieramenti che avevano caratterizzato la politica italiana fin dall'Unità d'Italia, ovvero la destra e la sinistra storica, a cui seguì una nuova polarizzazione del panorama governativo, questa volta incentrato sul Partito Socialista Italiano, a cui si legarono operai e intellettuali, e sul Partito Popolare Italiano, che diventò invece riferimento per gli imprenditori e la borghesia. 

Piazza San Magno nel 1927

A entrambi i nuovi schieramenti erano legate, come già accennato, importanti forze sindacali, che si contendevano l'attenzione della classe operaia. In particolare quelle cattoliche avevano l'appoggio delle gerarchie ecclesiastiche: a Legnano il loro punto di riferimento era Eugenio Gilardelli, prevosto di San Magno, a cui poi il comune intitolerà una via del centro cittadino. Nell'Alto Milanese le due fazioni si chiamavano, vicendevolmente, "caporioni rossi" e "fomentatori reazionari bianchi". Tra i due sindacati c'era infatti un'accesa rivalità, tant'è che in occasione del già citato sciopero dei tranvieri della linea Milano-Gallarate, che fu proclamato nel 1920, i socialisti scrissero sull'Avanti!, loro quotidiano di riferimento:
(Stralcio tratto da un numero del quotidiano socialista Avanti! del 1920)
Sempre da un punto di vista sociale, dopo la fine della guerra, ci fu il problema del reinserimento dei soldati che tornarono dal fronte: a Legnano, perlomeno per i momenti immediatamente successivi al termine delle ostilità, il loro rientro nelle fabbriche non creò disagi, complici la voglia di far tornare a crescere l'economia locale dopo la stagnazione e le privazioni che vennero patite durante la guerra; il clima di entusiasmo che ancora permeava il Paese in seguito alla vittoria nella guerra facilità questo processo.

Foto di gruppo di squadristi fascisti legnanesi in un'immagine del 1920

Qualche anno dopo il termine della prima guerra mondiale, anche Legnano iniziò però ad essere coinvolta da profonde tensioni sociali, che erano conseguenza del conflitto e sfociarono, a livello nazionale, nel biennio rosso prima e nel fascismo poi. Dopo un iniziale entusiasmo, si iniziavano infatti a vedere gli strascichi di quattro anni di guerra, effetti che erano sia economici che sociali, con il malcontento della popolazione che cresceva sempre di più. A partire dal 1920, come conseguenza di questa situazione, si costituirono anche a Legnano i primi gruppi fascisti. La prima sede legnanese del Partito Nazionale Fascista fu in via Cairoli, vicino alla ferrovia. In seguito vennero aperti altri tre circoli, che facevano riferimento ad altrettanti quartieri legnanesi.
L'estrazione politica dei primi componenti del Partito Nazionale Fascista era principalmente legata agli ambienti di estrema destra, in particolar modo della borghesia reazionaria, nonché opportunisti in cerca di vantaggi oppure, in qualche caso, cattolici conservatori. A questi si aggiunsero anche delinquenti dalla fedina penale sporca: il neonato movimento fascista aveva infatti necessità di uomini risoluti, maneschi e violenti per contrastare i socialisti, che erano sempre più politicamente aggressivi. Tra le prime decisioni del governo fascista ci fu la repressione, anche fisica, dei moti sindacali nelle fabbriche. Questo nuovo ordine basato sulla disciplina, anche in ambito industriale, gettò in seguito le basi per la ripresa dell'economia della zona.

Adunata davanti a palazzo Malinverni a Legnano durante il regime fascista

In particolare il fascismo si insinuò tra il malcontento di molti reduci e la delusione di molti piccoli borghesi, soprattutto giovani, che pativano la crisi economica postbellica. Il fascismo fece subito presa anche a Legnano, tant'è alcuni legnanesi parteciparono alla marcia su Roma. Gli aiuti ai fascisti legnanesi arrivarono principalmente dalle classi più elevate e dai proprietari terrieri, che erano preoccupati dall'aggressività politica dei movimenti sindacali. Non fu quindi un caso che il primo obbiettivo dei fascisti legnanesi furono proprio le lotte sindacali all'interno delle fabbriche. Le azioni si estesero anche nei circoli, nelle cooperative e nelle sedi di partito non allineati all'ideologia fascista. A questa violenza lo Stato non reagì, dando l'impunità ai suoi esecutori. Il primo evento luttuoso che colpì Legnano fu l'assassinio di Giovanni Novara, un giovane operaio comunista ucciso dai fascisti a colpi di pistola senza che fosse stato scoperto il colpevole. Con la medesima violenza venne fatta dimettere la giunta socialista del sindaco di Legnano Ermenegildo Vignati. I primi segni di opposizione vennero durante repressi dal gerarca locale Nino Parenti, che spedì al confino una decina di legnanesi. 

Corso Sempione nel 1927

Sul fronte economico negli anni successivi, come già accennato, l'industria legnanese riprese la crescita sostenuta che l'aveva caratterizzata fino allo scoppio del conflitto. Questo rapido sviluppo era stato rallentato, ma non fermato, dalla guerra. Negli anni del dopoguerra venne realizzato, dai proprietari dei grandi complessi industriali legnanesi un vasto piano di realizzazione di case operaie, opera che continuò anche a secondo conflitto mondiale terminato anche grazie al cosiddetto piano Fanfani.
Dal punto di vista manifatturiero, il periodo interbellico fu caratterizzato dalla nascita e crescita delle aziende medio-piccole, per lo più tessili e meccaniche, che si affiancarono alle grandi industrie già presenti da decenni nel tessuto economico legnanese. In particolare, negli anni venti nacquero il Cotonificio Villa, la Manifattura Tosi, la Giulini&Ratti, la Mottana e la Tintoria Solbiati, tutte appartenenti al settore tessile, mentre tra le meccaniche vennero fondate, quasi tutte lungo la ferrovia, la Clerici, la Industrie elettriche Legnano, la Del Monego, la Saffa, la Marcati e le officine Nova.

Via del Gigante angolo corso Garibaldi visto dal campanile della chiesa di San Domenico in una foto degli anni venti del XX secolo

Nel 1920 fu costituita la "Federazione industriali legnanesi", che ebbe il suo momento di massimo sviluppo nel 1924 (in precedenza gli imprenditori della città facevano capo alla "Federazione industriali Altomilanese"). L'associazione fu poi abolita con una legge il 3 aprile 1926: questa norma, infatti, eliminava le federazioni locali, facendole confluire in unioni provinciali.
Già poco dopo la fondazione dei primi gruppi fascisti a Legnano, in città iniziarono a serpeggiare i primi moti di opposizione. Le azioni degli antifascisti legnanesi era perlopiù incentrate nelle fabbriche, anche quando il fascismo diventò regime e feroce dittatura, con la stampa di volantini clandestini e con l'appoggio di molte istanze dei lavoratori, che riuscirono ad organizzare scioperi per tutto il ventennio fascista nonostante le violenze e le intimidazioni. Venti comunisti legnanesi furono arrestati per attività eversiva e, alcuni di loro, condannati dal tribunale speciale fascista a una pena detentiva. Due legnanesi, un impiegato comunale e un ferroviere, partirono per la guerra civile spagnola tra le file delle truppe internazionali che fiancheggiavano la Repubblica Spagnola nella sua lotta contro la Spagna franchista, appoggiata invece dalla Germania nazista e dall'Italia fascista.

### Mussolini e Legnano

Seconda visita di Benito Mussolini a Legnano (4 ottobre 1934)

Seconda visita di Benito Mussolini a Legnano (4 ottobre 1934). In questa immagine il Duce parla da un palco posizionato su una turbina della Franco Tosi

Piazza San Magno a Legnano (all'epoca "piazza Umberto I") a metà degli anni trenta del XX secolo

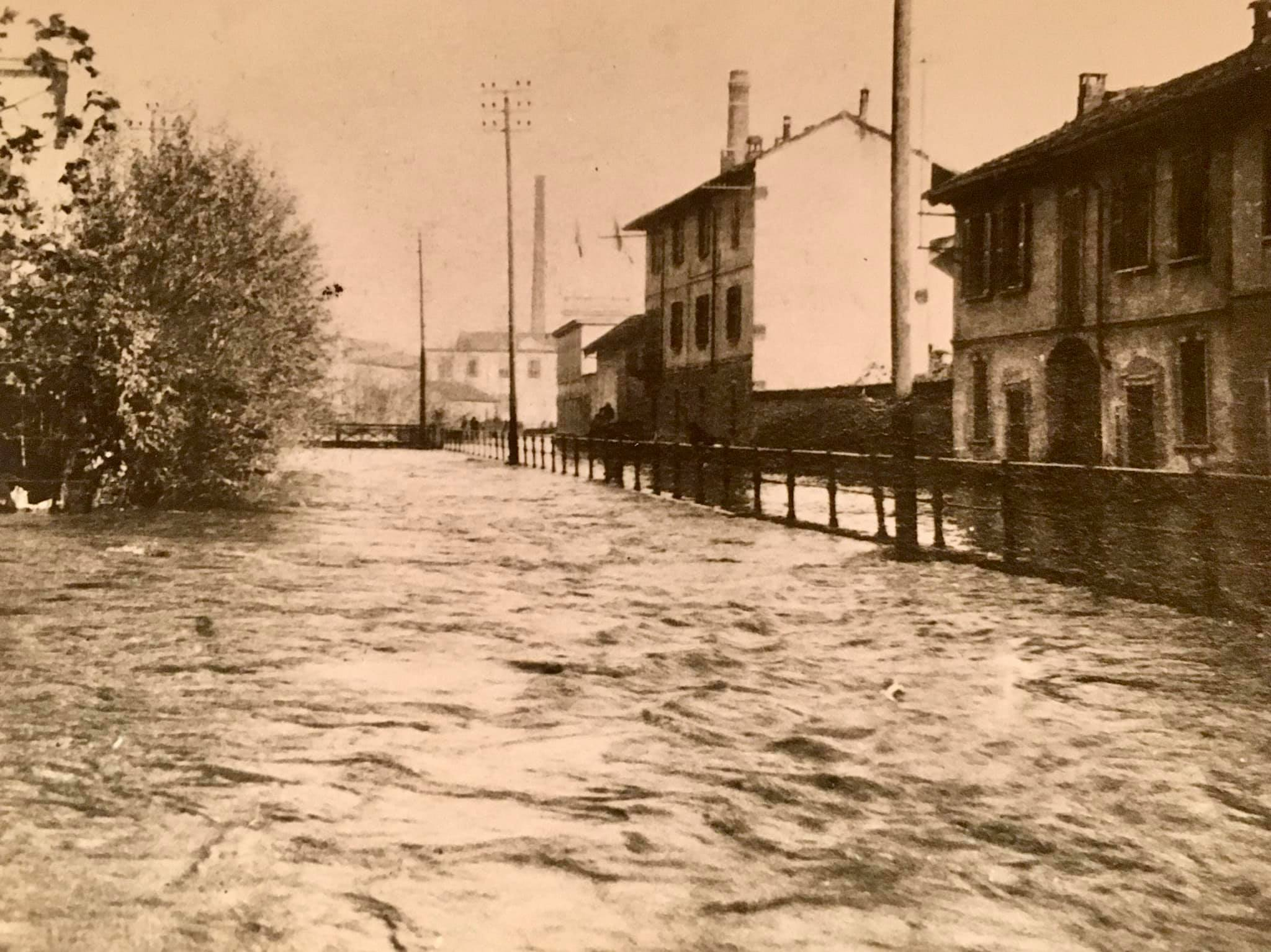
Alluvione dell'Olona a Legnano in via Guerciotti (1937)

In questo contesto avvenne la prima visita ufficiale di Benito Mussolini nella città (1921); all'epoca si recò come membro del Partito Nazionale Fascista, dato che non era ancora presidente del Consiglio dei ministri.
In questa occasione Mussolini non era ancora noto al grande pubblico, tant'è che due anni prima, nelle elezioni politiche del 1919, a Legnano il suo partito prese 7 voti contro i 10 289 dei socialisti, i 2 835 dei democratici e i 2 212 dei socialisti.
Il primo contatto tra il futuro Duce e Legnano era stato però anteriore: nel 1901, infatti, Mussolini aveva fatto richiesta al sindaco per un posto di maestro elementare supplente, domanda però non accolta perché l'impiego era stato nel frattempo già assegnato.
Sulla domanda in carta da bollo indirizzata al sindaco di Legnano Antonio Bernocchi, ancora conservata nell'archivio comunale di Legnano, recita:
(Richiesta per un posto di maestro elementare supplente in una scuola legnanese redatta da Benito Mussolini)
Dopo la visita del 1921, il 5 ottobre 1924 Mussolini tornò a Legnano in veste di capo di governo per la consegna del decreto di conferimento del titolo di città e per l'inaugurazione delle scuole "Antonio Bernocchi"; nell'occasione, visitò anche l'omonimo cotonificio.
Benito Mussolini si recò nuovamente a Legnano il 4 ottobre 1934: parlò in piazza San Magno da un palco posizionato sopra una turbina della Franco Tosi davanti qualche migliaio di persone. In questa occasione visitò anche il cotonificio Bernocchi e il cotonificio Dell'Acqua, dove lo aspettavano 4 500 operai. La parte conclusiva del discorso fatto dal Duce al cotonificio Dell'Acqua recitava:
(Benito Mussolini)

### Il ventennio fascista
Il 15 agosto 1924 a Legnano fu riconosciuta l'elevazione del comune a "città" e quindi allo stemma dell'ente venne aggiunta la relativa corona; il titolo venne assegnato con regio decreto da re Vittorio Emanuele III e consegnato, come già accennato, da Benito Mussolini. Il testo della relativa regia patente, datata 16 novembre 1924, recita:
(Regia patente di Vittorio Emanuele III di Savoia del 16 novembre 1924 sull'elevazione del comune di Legnano a città)

Gonfalone civico della città di Legnano

Il 23 luglio 1937, sempre con regio decreto firmato da Vittorio Emanuele III, a Legnano venne concesso l'utilizzo di un gonfalone civico. La regia patente recita:
(Regia patente di Vittorio Emanuele III di Savoia, re d'Italia e imperatore d'Etiopia, del 23 luglio 1937 sulla concessione al comune di Legnano di un gonfalone civico)

Gino Bartali e Fausto Coppi alla Legnano durante il Giro d'Italia 1940. In questa edizione del Giro, Bartali era caposquadra, mentre Coppi gregario

In base a un censimento del 1927, la popolazione di Legnano era di circa 30 000 abitanti, con 677 attività industriali o artigianali, e un tasso di impiegati nell'industria rispetto al numero degli abitanti che era pari al 57,3%; la forza lavorativa era costituita dai 9 926 addetti dell'industria tessile, 4 056 lavoratori delle fabbriche meccaniche, 1 762 addetti del commercio, del credito, delle assicurazioni e di altri servizi, e 287 impiegati nei trasporti e comunicazioni. Anche Legnano venne colpita dalla grande depressione del 1929: il settore industriale che soffrì di più fu quello tessile, mentre da un punto di vista sociale questi anni furono caratterizzati da diversi scioperi, che vennero causati dalla crisi economica che colpì i lavoratori.

La Casa del Balilla di Legnano

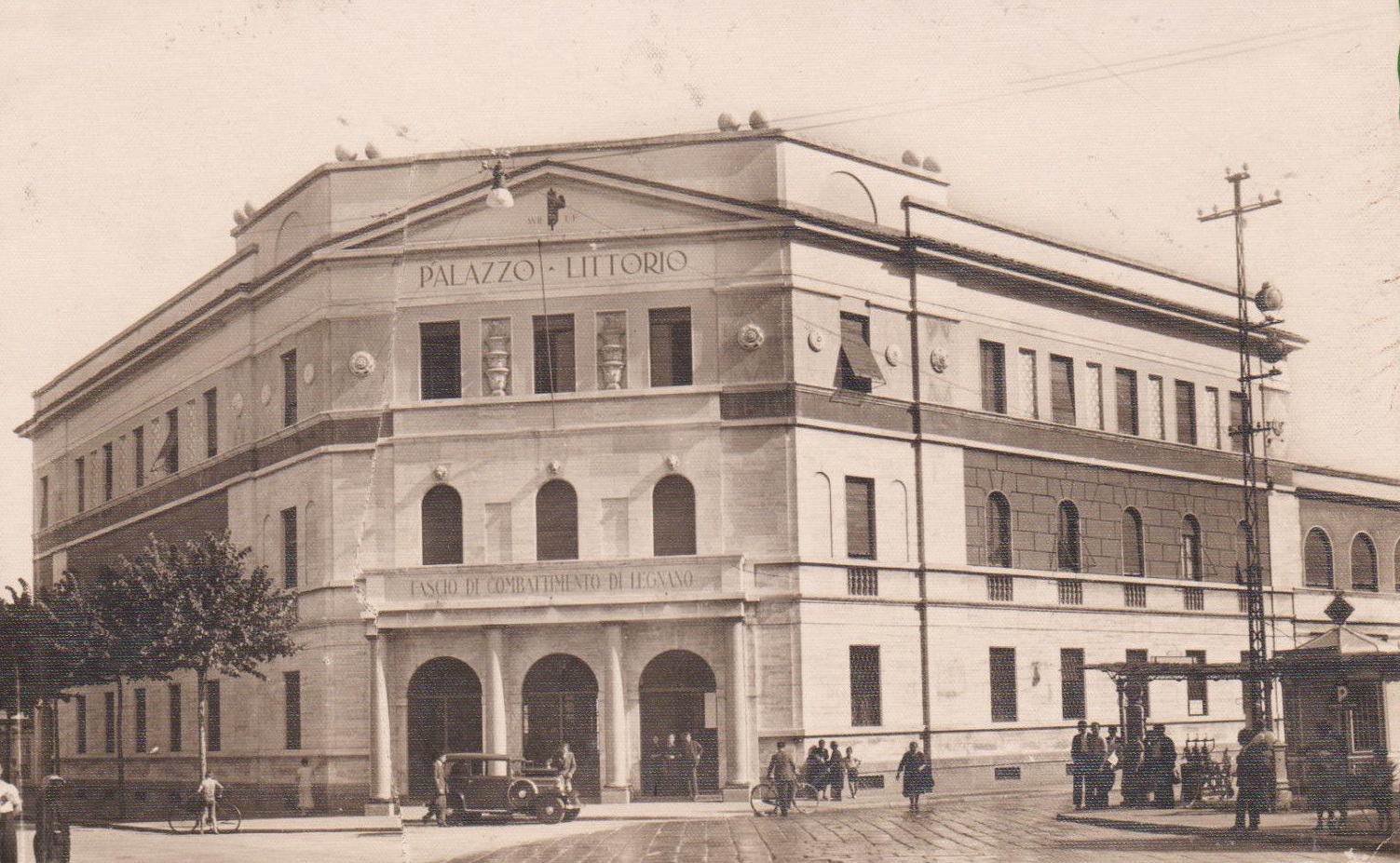
Il Palazzo del Littorio, ora Palazzo Italia, in un'immagine del 1942

In questo contesto nacque il marchio ciclistico Legnano, che era dotato di una squadra ciclistica: questa compagine agonistica, che era caratterizzata dal celebre colore verde Legnano, fu attiva dal 1907 al 1966. La Legnano si aggiudicò in totale 7 campionati del mondo di ciclismo su strada, 15 campionati italiani di ciclismo su strada, 16 Giri d'Italia, 2 Tour de France, 10 Milano-Sanremo, 10 Giri del Piemonte e 14 Giri di Lombardia, conquistando, complessivamente, 133 tappe al Giro d'Italia grazie alle vittorie dei suoi atleti, i cui più famosi furono Alfredo Binda, Gino Bartali e Fausto Coppi; ciò ha fatto della Legnano una delle squadre più vincenti della storia del ciclismo.
Il 1927 fu anche l'anno della riforma amministrativa voluta dal regime fascista: venne soppressa la carica di sindaco con l'istituzione della figura del podestà, che era di nomina governativa, e furono eliminati la giunta e il consiglio comunale. Il podestà era affiancato da una consulta municipale, nominata dal prefetto.
Nel ventennio fascista furono realizzate e terminate molte opere pubbliche, tra cui il completamento dell'ospedale civile di Legnano con la realizzazione del padiglione chirurgia che era dotato della prima sala operatoria. Furono anche realizzati il poligono di tiro e gli edifici delle istituzioni del Partito Nazionale Fascista, come la Casa del Balilla in via Milano e la Casa del Littorio (oggi Palazzo Italia in largo Tosi, sede del comando della Polizia di Stato). Fu ingrandito il cimitero monumentale e venne allargato corso Sempione.
Il 19 giugno 1923 fu inaugurato il sanatorio intitolato alla regina Elena in via Colli di Sant'Erasmo per contrastare la tubercolosi; la struttura, che è in stile liberty e che non è stata demolita terminata l'emergenza sanitaria, in seguito è diventata sede di un centro socio-educativo per disabili e di istituzioni assistenziali. Venne inaugurato dalla regina Margherita e fu poi oggetto di una visita di re Vittorio Emanuele III (27 aprile 1925).
Il 20 settembre 1927 venne inaugurata da re Vittorio Emanuele III l'autostrada dei laghi, nel suo tratto tra Milano e Gallarate, che aveva un'uscita anche a Legnano. Progettata da Piero Puricelli, fu la prima autostrada realizzata nel mondo. Fu un'infrastruttura che anticipò i tempi, soprattutto considerando che nel 1924 il parco auto circolante in Italia raggiungeva i 40 000 veicoli, metà dei quali circolanti sulle strade lombarde. All'epoca il mezzo di trasporto più diffuso era infatti la bicicletta

L'antico ponte di San Magno, in un'immagine del 1903. Si trovava in via Guerciotti e venne demolito nel 1939.

Largo Seprio a Legnano negli anni trenta. Sulla destra, si intravede la Casa di Gian Rodolfo Vismara, che è stata demolita tra il 1934 e il 1936

Alle sopramenzionate opere pubbliche si aggiunsero scuole primarie case popolari, che vennero realizzati dall'industriali della zona. In questi anni l'amministrazione comunale estese le reti dell'acquedotto e del gas. È di questo periodo anche la forte espansione urbanistica e la trasformazione radicale del centro cittadino che comportarono, tra l'altro, la demolizione di alcuni importanti edifici storici: furono abbattuti il duecentesco ospizio Sant'Erasmo (che fu poi ricostruito; venne abbattuto per realizzare il già citato allargamento di corso Sempione), la quattrocentesca Casa di Gian Rodolfo Vismara, il quattrocentesco maniero Lampugnani (che venne anch'esso ricostruito: il nuovo edificio ospita il museo civico Guido Sutermeister), il quattrocentesco convento di Santa Chiara, il quattrocentesco convento di Santa Caterina (dove scrisse alcune sue opere Bonvesin de la Riva) e due antichi ponti sull'Olona. Questi edifici, oltre a una grande valenza storica, avevano anche un importante valenza artistica.
Il 26 maggio 1935 venne organizzato il primo Palio di Legnano per ricordare la vittoria dei comuni della Lega Lombarda su Federico Barbarossa nella celebre battaglia (29 maggio 1176). Il Palio nacque quindi durante l'epoca fascista, in un contesto storico in cui le autorità statali erano impegnate a promuovere coercitivamente tutti gli aspetti legati al nazionalismo italiano richiamando, dove necessario, gli avvenimenti che segnarono in modo vittorioso la storia patria. All'edizione del 1939 presenziarono i principi di Savoia, alcune personalità militari e civili di Milano e le rappresentanze dei comuni un tempo coalizzati nella Lega Lombarda. Riferendosi a questa iniziativa, il gerarca fascista Rino Parenti scrisse:
(Rino Parenti riferendosi al Palio di Legnano)

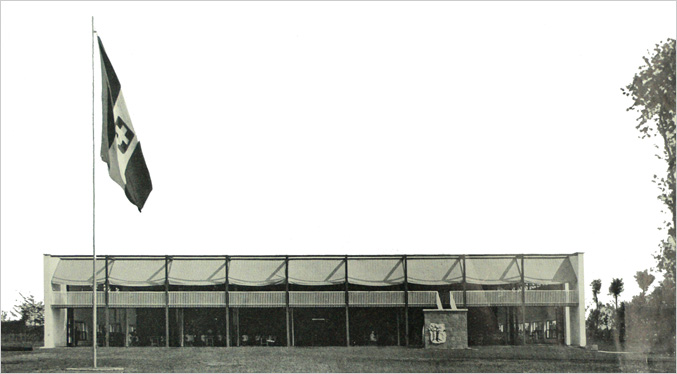
Vista della colonia elioterapica di Legnano. Sulla destra, in primo piano, si vede la scultura di Lucio Fontana che un tempo impreziosiva il parco della struttura

Il campo di via Lodi, primo stadio casalingo dei Lilla, durante l'incontro Legnano-Inter del 9 gennaio 1921 (stagione 1920-1921), terminato 1 a 1

Il 5 giugno 1935, poco dopo il termine della prima edizione della manifestazione, Galeazzo Ciano, sottosegretario del Consiglio dei ministri del Regno d'Italia con delega alla Stampa e alla Propaganda, inviò un telegramma al prefetto di Milano, immediatamente inoltrato al commissario prefettizio di Legnano, che riportava il seguente ordine diretto di Benito Mussolini:
(Galeazzo Ciano, 5 giugno 1935)
Il 16 dicembre 1937 Benito Mussolini assegnò a una rappresentanza di industriali e lavoratori legnanesi invitati a Palazzo Venezia a Roma circa tre milioni di lire per l'erezione di una colonia elioterapica e per la costruzione di una piscina; questi fondi vennero donati da imprenditori e operai della zona e poi consegnati solennemente dal Duce. Progettata dallo studio di architettura BBPR, la colonia elioterapica di Legnano, che venne poi inaugurata nel 1938, è uno degli esempi più importanti del razionalismo italiano. Alla sua inaugurazione partecipò il segretario generale del Partito Nazionale Fascista Achille Starace. Nel 1955 la colonia elioterapica cambiò finalità diventando centro per la cura dei mutilati sul lavoro, funzione che mantenne fino al 1982. L'edificio che un tempo ospitava la colonia elioterapica, che esiste ancora oggi, è dal 1990 sede del centro psico-sociale, ovvero di una struttura sanitaria facente capo al reparto di psichiatria dell'ospedale di Legnano. 
Questi furono gli anni del largo consenso al regime. Il fascismo aveva infatti portato ordine e organizzazione, a cui si aggiunsero orgoglio nazionalista e disciplina. L'ampio consenso era dimostrato principalmente durante le adunate pubbliche e nelle manifestazioni sportive. A questo si aggiunse la crescita dell'economia, specialmente nel campo tessile, le cui industrie ebbero un forte spinta grazie alle politiche del regime. 

Via Venegoni angolo parcheggio della stazione di Legnano in una foto anteriore al 1939. Sulla destra si intravede la passerella pedonale che scalvava la ferrovia e che era nota popolarmente come bilòria

In questo contesto, nel 1936, fu fondata la Giovanni Crespi, azienda del ramo chimico specializzata nella produzione di materiali sintetici per calzature e pelletteria. Negli anni trenta, rispetto al 1911, il numero di aziende triplicò e il numero di lavoratori conobbe un incremento di circa il 60%. Contestualmente erano cresciute le dimensioni delle aziende, con quelle grandi che si erano ampliate a scapito delle fabbriche medie: nel contempo, questo periodo fu caratterizzato dalla fondazione di molte aziende piccole
Gli anni venti furono anche il decennio d'oro dell'Legnano, durante il quale il sodalizio sportivo fondato nel 1913 partecipò a diversi campionati di massima serie del calcio italiano. Ciò fu possibile per i generosi finanziamenti elargiti da Antonio Bernocchi. Il campionato migliore disputato dai Lilla fu la stagione 1920-1921, quando il Legnano giunse alle semifinali nazionali dopo aver superato diverse fasi a gironi: il primato in quest'ultimo girone doveva essere deciso dalla ripetizione di uno spareggio, ma le due squadre (l'altra contendente era il Torino), estremamente spossate, decisero di rinunciare alle finali ritirandosi dal campionato a sole tre partite dalla finalissima che assegnava il titolo di campione d'Italia.
All'epoca la città aveva come giornale il settimanale La voce di Legnano. A questo organo di stampa è associato uno degli episodi di violenza che i fascisti perpetrarono a Legnano. Il giornale, infatti, non si era schierato alla volontà dei gerarchi fascisti e quindi la sua sede venne devastata. Il quotidiano varesino Cronaca Prealpina aveva, già all'epoca, una pagina dedicata agli eventi del Legnanese, così come il periodico Luce, giornale cattolico.

## La seconda guerra mondiale e la Resistenza

### Dalla prima parte della guerra all'armistizio dell'8 settembre

Corso Italia verso piazza Monumento nel 1940

Nel 1940 l'Italia entrò nel secondo conflitto mondiale e le vicende della guerra si ripercossero, di conseguenza, anche su Legnano. Molti soldati legnanesi morirono sul campo di guerra e gli effetti delle privazioni sui civili si acutizzarono con il passare dei mesi e degli anni. Le industrie di Legnano furono convertite per le commesse militari da cui ebbero, perlomeno all'inizio, cospicui guadagni, che vennero causati dall'aumento della produzione industriale; per esempio, negli stabilimenti Cantoni era stato allestito un reparto per la produzione di capi d'abbigliamento destinati alle forze armate: in questa fabbrica fu però tenuto attivo, quasi clandestinamente, un piccolo settore del taglio di velluti per conservare le maestranze specializzate e riprendere la produzione civile a guerra finita. Il Cotonificio Cantoni, per far lavorare la propria manodopera, allestì un piccolo reparto che produceva capi d'abbigliamento sia ad uso civile che militare: con il vestiario prodotto, l'azienda barattò generi alimentari per i propri dipendenti.
Nella notte tra il 13 e il 14 agosto 1943 oltre 500 bombardieri britannici sorvolarono la Lombardia diretti a Milano; alcuni di essi, per errore, finirono su Legnano dove sganciarono delle bombe. A Legnanello questo bombardamento causò 27 morti, quasi tutti periti per strada mentre fuggivano verso i vicini boschi. Alcuni ordigni caddero anche sul Cotonificio Cantoni (due bombe sono state rinvenute nel 2008). Nel complesso, considerando la cospicua presenza di diverse industrie strategiche, Legnano non venne particolarmente colpita dai bombardamenti, soprattutto considerando la situazione vissuta da altre città, che erano dotate di un tessuto industriale paragonabile e che furono molto martellate dagli aerei alleati.
La svolta decisiva della guerra fu l'armistizio dell'8 settembre 1943 tra l'Italia e gli alleati. Già il giorno successivo le autoblindo tedesche iniziarono a perlustrare ostilmente Legnano. Le industrie legnanesi, ora controllate dai nazisti, iniziarono a fornire al Terzo Reich i manufatti necessari per continuare la guerra. Dall'autunno del 1943 le aziende legnanesi entrarono in crisi produttiva a causa della penuria di materie prime e di combustibili, per l'annullamento delle commesse statali e per il mancato recupero dei crediti pregressi; tuttavia fu scongiurato il pericolo dello smantellamento degli impianti e il loro trasferimento in Germania.

### Dalla Resistenza alla Liberazione

L'Albergo Mantegazza

Nell'ottobre del 1943 si organizzarono a Legnano, e nei comuni vicini, le prime compagini armate costituite da soldati in fuga dopo l'8 settembre, da operai e da studenti, che entrarono a far parte della Resistenza. Nel contempo, nelle aziende del Legnanese, che vennero militarizzate, cominciò il boicottaggio contro i tedeschi per evitare che i manufatti industriali fossero utilizzati dai nazisti per continuare la guerra. In seguito, a Legnano si costituirono le brigate partigiane "Carroccio" (collegata ad ambienti cattolici), "Garibaldi" (vicina a istanze social-comuniste) e altre formazioni autonome, tra le quali la "Sicilia", che operarono insieme alle brigate partigiane dell'Alta Italia seguendo le direttive del Comitato di Liberazione Nazionale.
In questo contesto avvenne uno dei più drammatici avvenimenti della Resistenza legnanese. Il 5 gennaio 1944 le SS attuarono un'azione di rappresaglia nello stabilimento della Franco Tosi a causa di uno sciopero indetto dalle maestranze dell'azienda. Furono prelevati sei operai di idee antifasciste che erano parte del consiglio di fabbrica; alla ribellione degli altri lavoratori, vennero arrestati 63 operai. Dopo lunghi interrogatori i tedeschi liberarono gli operai, a esclusione di sette, che furono deportati nei lager nazisti. Rappresaglie simili furono eseguite anche in altre aziende come la Metalmeccanica, la Manifattura di Legnano e la Società Industrie Elettriche. Durante la guerra, nei lager nazisti, morirono complessivamente 11 lavoratori legnanesi. 

Partigiani legnanesi sfilano lungo le vie cittadine poco dopo la Liberazione

Nell'inverno del 1944 avvenne invece l'attentato al ristorante-albergo Mantegazza. Nella trattoria dell'esercizio pubblico, la sera del 4 novembre 1944, erano radunati dei militari fascisti e nazisti per una cena. Alcuni partigiani facenti parte della brigata "Garibaldi" fecero scoppiare, su una delle finestre, un ordigno che fece cinque morti e venticinque feriti: l'attentato causò la reazione dei fascisti, che realizzarono diversi arresti e pestaggi. Nell'ottobre dello stesso anno fu catturato dai fascisti uno degli istitutori delle brigate "Garibaldi", Mauro Venegoni: gli squadristi gli ordinarono di confessare i nomi dei partigiani della sua brigata, ma al suo diniego lo torturarono, lo accecarono e lo uccisero a Cassano Magnago. Per questo tragico episodio, a conflitto terminato, a Venegoni fu assegnata la medaglia d'oro al valore militare alla memoria e gli venne dedicata una via della città. Questi episodi di violenza, che si sommarono ai già citati avvenimenti legati ai lavoratori nelle fabbriche, crearono un clima generalizzato di avversione nei confronti dei nazi-fascisti, che portò molti legnanesi non strettamente legati agli ambienti di sinistra a schierarsi con gli antifascisti

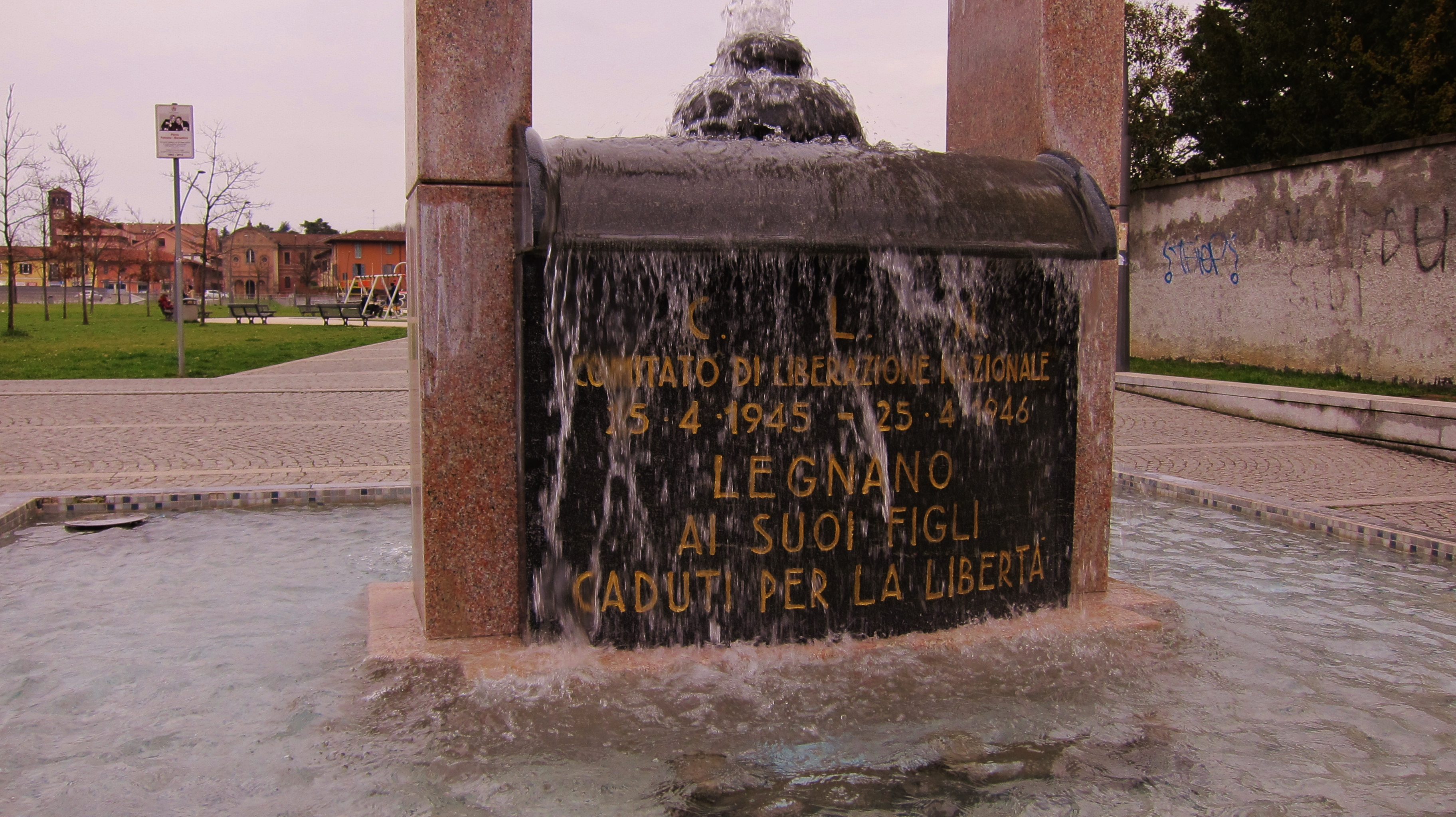
La fontana del Comitato di Liberazione Nazionale posta in memoria dei legnanesi che combatterono e morirono per la liberazione dell'Italia dal nazi-fascismo. La dedica recita: "Legnano, ai suoi figli caduti per la libertà". Questo monumento è collocato in Largo Franco Tosi a Legnano

Tra il 1944 ed il 1945 le brigate "Garibaldi" e "Carroccio" gettarono le basi, con il Comitato di Liberazione Nazionale, al progetto di ribellione nell'Alto Milanese. Con i nazi-fascisti in rotta, il 24 aprile 1945, le brigate fecero le ultime rappresaglie contro le truppe naziste in ritirata dall'Italia. In questo contesto, fu eliminata una stazione-radio tedesca ubicata a Canegrate che aveva la funzione di tenere le comunicazioni con un'armata corazzata nazista. Tale armata, proveniente dal Piemonte, si stava dirigendo verso Busto Arsizio per raggiungere la Valtellina. Nella medesima notte la brigata "Carroccio" assalì la guarnigione tedesca che era di stanza nella caserma legnanese del Regio Esercito. Il 25 aprile 1945 furono occupate la caserma dei carabinieri (che all'epoca si trovava in via dei Mille), la Casa del Fascio, la scuola Carducci e la piscina. Intanto, le formazioni della "Brigata Garibaldi" lottavano per fermare, lungo l'autostrada Milano-Laghi, delle colonne tedesche in ritirata. Le due brigate conquistarono in seguito, dopo un lungo scontro a fuoco, il municipio della città.
Dopo il 27 aprile 1945, giorno in cui Legnano fu affrancata dai nazi-fascisti, ci furono episodi di vendetta contro gli esponenti del regime appena crollato: in totale, furono fucilati sedici legnanesi. Alcuni di essi appartenevano all'ex milizia repubblichina, mentre altri erano stati coinvolti in azioni fasciste. Le uccisioni furono eseguite in piazza San Magno, in piazza del Mercato, alla cascina Mazzafame e al raccordo dell'autostrada Milano-Laghi a Castellanza.
La salma di Benito Mussolini, che fu giustiziato il 28 aprile 1945, attraversò la periferia di Legnano per giungere a un convento di frati cappuccini nella confinante Cerro Maggiore, ai quali fu data in consegna momentaneamente prima di essere restituita alla moglie, Rachele Guidi.
Legnano figura tra le città decorate dopo la guerra. La città è stata infatti insignita della medaglia di bronzo al valor militare, come si legge sulla motivazione di conferimento, per i sacrifici della sua popolazione e per la sua attività nella lotta partigiana durante il conflitto.
(Motivazione del conferimento della medaglia di bronzo a valor militare alla città di Legnano)

## Dal secondo dopoguerra alla fine del XX secolo

### La ricostruzione

Commemorazione del 25 aprile alla Cascina Mazzafame a Legnano (1946)

Dopo la guerra Legnano fu colpita, come il resto d'Italia, dalla forte recessione economica che seguì il conflitto. Erano insufficienti gli alimenti fondamentali, il trasporto pubblico faceva difetto e le strade erano dissestate. Il 2 giugno del 1945 si riunì, per la prima volta dopo la dittatura fascista, la giunta comunale. Come sindaco venne nominato dal Comitato di Liberazione Nazionale (CNL) Anacleto Tenconi, che ricoprì poi la stessa carica, questa volta eletto dal consiglio comunale, dal 1951 al 1961.
Da un punto di vista economico, Legnano ebbe il tessuto industriale compromesso, soprattutto a causa della precedente conversione degli impianti alla produzione bellica, ora non più necessaria. Come primo provvedimento fu quindi deciso di investire i capitali accumulati durante la guerra grazie alle commesse militari, che erano di un certo rilievo, per convertire la produzione ai manufatti realizzati dalle industrie legnanesi prima dello scoppio del conflitto. Questo processo si rivelò più semplice rispetto a quello compiuto da altre aziende italiane, i cui impianti industriali vennero danneggiati dai bombardamenti in modo molto serio, sorte che invece non toccò le aziende legnanesi.
La fase di ricostruzione dopo le distruzioni della guerra fu lunga e difficoltosa, ma alla fine la città si riprese dalla crisi e tornò a crescere anche economicamente. Questa nuova conversione degli impianti industriali fu anche, tra l'altro, l'occasione per svecchiare i processi produttivi e i tipi di manufatti realizzati, che risalivano a prima della guerra e che, con le mutate condizioni politiche ed economiche internazionali, si erano rivelati in parte obsoleti. Le aziende legnanesi riuscirono comunque a reimpiegare tutti i soldati tornati dagli scenari di guerra senza licenziare i lavoratori che non partirono per il fronte e che vennero impiegati sugli impianti industriali durante il conflitto.

Festa del 1º maggio nel deposito Canazza di Legnano della tranvia Milano-Gallarate (1946)

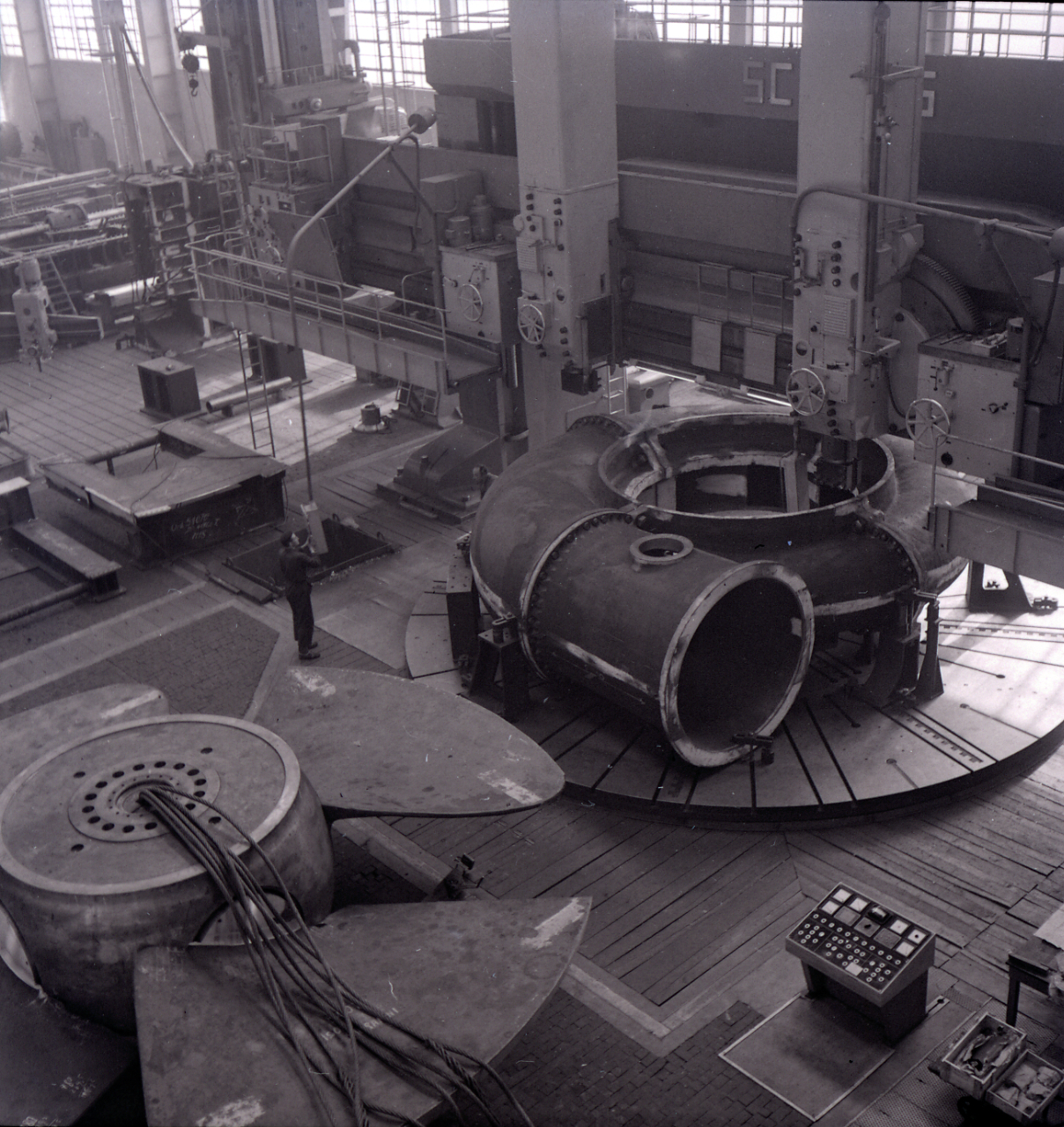
Reparto produttivo della Franco Tosi

I decenni successivi alla caduta del fascismo videro anche a Legnano la forte contrapposizione tra democristiani e social-comunisti, tanto da fare dichiarare nel 1946 a monsignor Virgilio Cappelletti, prevosto di Legnano.
(Virgilio Cappelletti)
I due schieramenti, temendo che l'avversario avrebbe potuto anche usare la forza, accumularono, anche a Legnano, armi nascoste in luoghi segreti. Una parte consistente di queste armi furono custodite, specialmente dai comunisti, dal periodo della Resistenza. Questo timore fu più forte negli anni successivi all'attentato a Palmiro Togliatti, in occasione del quale l'Italia fu a un passo da una nuova guerra civile. Ad esempio, nell'ottobre del 1949, nel quartiere legnanese della Ponzella, verro trovati tre grandi casse contenenti 78 fucili.
Dopo la caduta del fascismo, anche a Legnano riprese l'attività sindacale, che era stata oggetto di forte repressione durante la dittatura, con l'organizzazione di scioperi nelle fabbriche, perlopiù finalizzati ai rinnovi dei contratti, alle condizioni e agli orari di lavoro nonché alla difesa dei diritti delle donne: a Legnano i movimenti sindacali ripresero con vigore, risolutezza che portò frequenti scioperi. Le aree politiche a cui facevano riferimento i sindacati legnanesi erano due, la sinistra e le forze cattoliche, che all'epoca erano in forte contrapposizione. Tra esse c'era un'accesa rivalità, che in un'occasione portò a un'interrogazione parlamentare da parte del deputato democristiano Dino Del Bo:
(Dino Del Bo)
Il ministro dell'interno Mario Scelba avvalorò le osservazioni di Del Bo aggiungendo che si sarebbe rivolto agli organi di polizia con l'obiettivo di aumentare la sorveglianza sulla Franco Tosi.

### Il boom economico

Anacleto Tenconi, sindaco di Legnano dal 1945 al 1946 e dal 1951 al 1961

Regolarizzatasi anche la politica italiana, il sistema economico legnanese ricominciò a svilupparsi, tornando al tasso di crescita del periodo precedente alla seconda guerra mondiale anche grazie al Piano Marshall. Tra gli anni quaranta e gli anni cinquanta Legnano si trasformò, data la consistente presenza di aziende, alcune delle quali avevano dimensioni ragguardevoli, in una sorta di città-fabbrica. Legnano era diventata assimilabile, in un certo senso, a un unico grande stabilimento che occupava una parte ragguardevole del territorio urbanizzato. Questa caratteristica non era solo fisica, ma anche sociale: i ritmi di vita dei legnanesi erano infatti dettati dalla rigida giornata lavorativa, che era a sua volta cadenzata dalle sirene delle industrie: la vita quotidiana della città era basata quindi sui ritmi delle fabbriche, che impiegavano una parte consistente degli abitanti.
Negli anni cinquanta si ebbe un forte incremento dell'edilizia popolare realizzata a spese delle aziende. Queste abitazioni, che vennero storicamente edificate a partire dalla fine del XIX secolo, era spesso completata da altre strutture di utilità sociale quali asili, spacci, convitti, dopolavori, impianti sportive strutture che ospitavano corsi di formazione professionale. Tali iniziative erano quindi indirizzate anche ai figli dei dipendenti, che avrebbero potuto, in futuro, essere assunti dalla medesima azienda. Però, se da una parte i lavoratori traevano guadagno da queste iniziative, d'altro canto essi erano meno spinti verso le lotte sindacali, per esempio quelle finalizzate al miglioramento del contratto o all'aumento salariale, dato che l'azienda forniva loro gratuitamente molti servizi fondamentali.
A questo si aggiunse l'inquinamento atmosferico causato dalle ciminiere delle fabbriche e l'inquinamento idrico del fiume Olona, che in questo decennio raggiunse il poco invidiabile primato di corso d'acqua più inquinato d'Italia data la presenza, nelle sue acque, di forti inquinanti come i coloranti delle tintorie e la persistenza sulla sua superficie di spesse schiume.

Piazza Frua negli anni cinquanta

Gli anni cinquanta fu uno spartiacque per il sistema industriale legnanese: se da una parte il settore meccanico conobbe una fase di crescita e consolidamento, il comparto tessile iniziò a vivere, per la prima volta dalla sua nascita, una fase caratterizzata da periodiche difficoltà, a volte lievi, che alla lunga erosero la solidità economica delle sue industrie. In questo decennio ci furono anche i primi accenni di crescita del settore terziario e la contemporanea emarginazione del settore agricolo, il cui peso sull'economia e sull'occupazione locale era diventata assolutamente marginale.
Durante la forte crescita economica dell'Italia durante il boom economico, Legnano raggiunse tra il 1951 e il 1961 il secondo più alto tasso - a livello nazionale - di impiegati nell'industria in relazione agli abitanti (65,2%), seconda solo a Sesto San Giovanni (67,14%). Tra le industrie tessili, nel 1951, la maggiore era il Cotonificio Cantoni con ben 3 465 occupati, seguita dalla De Angeli-Frua (1 504), dal Cotonificio Dell'Acqua (1 495), dalla tintoria Agosti (1 393), dalla Manifattura di Legnano (1 165), dalla tintoria Giulini & Ratti (972) e dal Cotonificio Bernocchi (851).
Nel settore metalmeccanico predominava la Franco Tosi (più di 4 800 dipendenti), seguita dall'Ercole Comerio (454), dalla Mario Pensotti (387), dalla Bozzi (331), dalle Industrie Elettriche di Legnano (253), dalla fonderia SAFFES (246). Altre industrie di rilievo erano le Officine Fontana, la Fratelli Gianazza, la Ranzi (che impiegavano dai 150 ai 200 occupati ciascuna) e il Calzaturificio di Legnano (145). Le società con meno di 25 dipendenti, sempre nel 1951, erano 694, che davano lavoro, nel complesso, a 3 060 impiegati.
Tra il 1952 e il 1953 ci fu la prima crisi generale dell'industria tessile legnanese, complici le mutate condizioni del mercato, che venne superata negli anni successivi grazie a un'importante opera di investimento che portò all'ammodernamento degli impianti, e al miglioramento della qualità dei prodotti realizzati. Non tutte le aziende tessili legnanesi superarono le difficoltà: la De Angeli-Frua entrò in una crisi irreversibile che portò prima a mille licenziamenti e poi alla chiusura della fabbrica. Questa fu una pietra miliare della storia industriale di Legnano: per la prima volta una grande azienda era fallita ponendo fine alla quella costante fase di crescita che aveva caratterizzato la città da più di un secolo. 

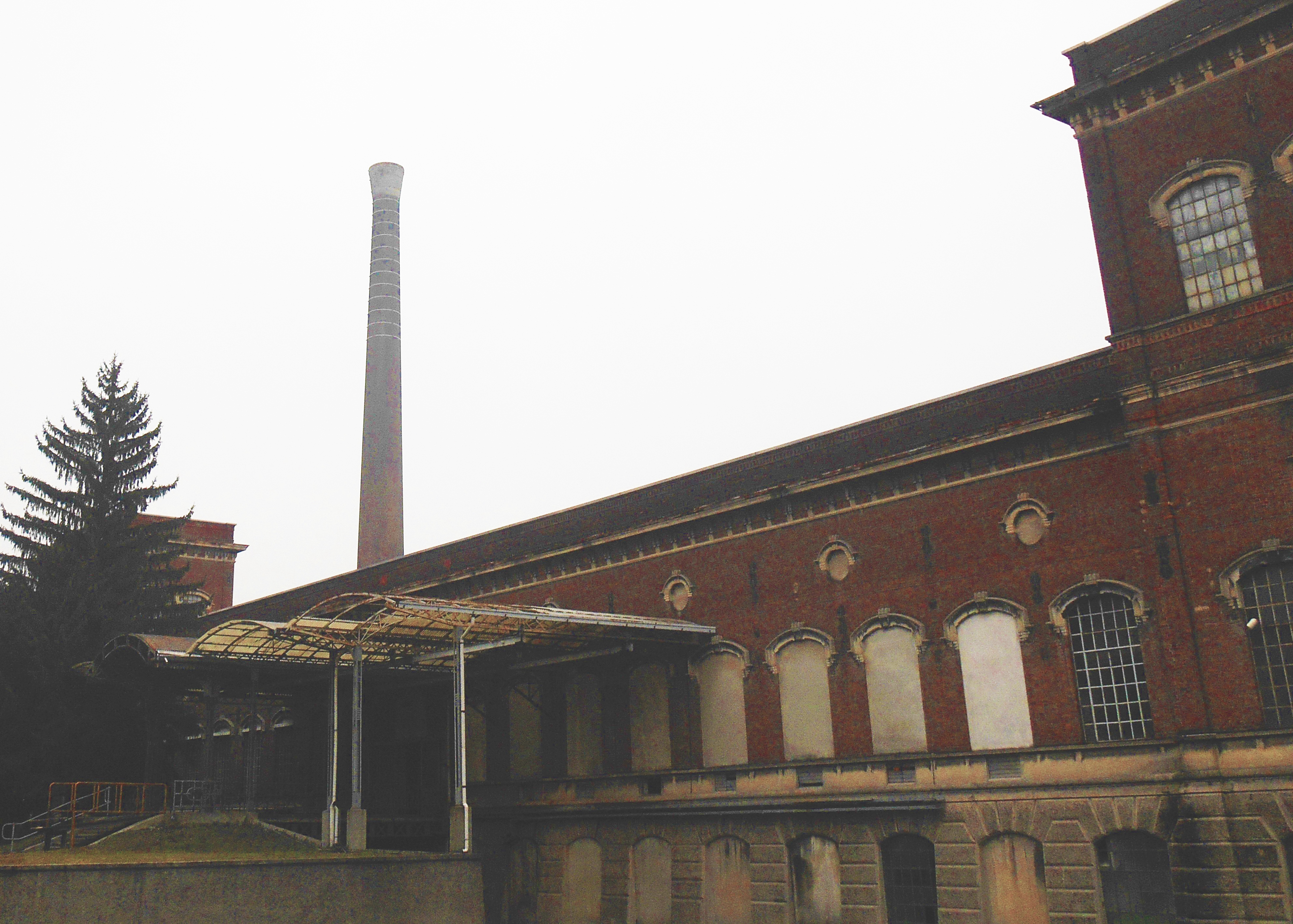
Scorcio dello stabilimento legnanese della Manifattura di Legnano

Questa crisi non toccò il settore meccanico, le cui aziende continuarono a crescere costantemente, Franco Tosi in primis, che diventò un vero e proprio colosso. Nella Franco Tosi i sindacati dominanti erano la CGIL e la CISL: per tale motivo, essendo questi ultimi di estrazione politica, rispettivamente, socialista e comunista, il governo statunitense decise d'improvviso di non avere più commesse con questo tipo di aziende, e la Franco Tosi non fu un'eccezione. Nonostante questo problema, la Franco Tosi continuò a crescere, complici anche gli imponenti investimenti sui propri impianti industriali e l'ampliamento del sito produttivo con la costruzione di nuovi capannoni. Un detto in dialetto legnanese che si riferiva a chi lavorava in Franco Tosi recita: "Te ghe ul pan in vita" (it. "Hai il pane a vita", ovvero "sei a posto per sempre".
È degli anni cinquanta la fondazione, da parte delle aziende legnanesi e del comune di Legnano, di colonie marine e montane che erano rivolte ai bambini degli operai, nonché l'apertura di spacci aziendali, come quello della Franco Tosi inaugurato in via XXIX maggio oppure quello del Dell'Acqua in via Gilardelli. La vendita di dettaglio si basava principalmente sui piccoli negozi, spesso quelli vicino a casa, e sugli ambulanti. Nel 1955 i venditori ambulanti a Legnano erano 181, mentre gli esercizi commerciali crebbero dai 882 del 1956, ai 927 del 1957, ai 939 del 1958 fino ai 954 del 1959.

Largo Franco Tosi nel 1950. Sulla sinistra, il municipio

Ancora negli anni cinquanta il reddito della stragrande maggioranza delle famiglie di Legnano e dei comuni limitrofi proveniva dalle aziende della zona. Le fabbriche legnanesi, conoscendo un nuovo periodo di crescita, richiamarono manodopera da altre province lombarde (soprattutto Bergamo e Brescia), dal Triveneto (in particolar modo dopo l'alluvione del Polesine), dalla Toscana e dal Sud Italia, in particolar modo da Puglia, Calabria e Sicilia, che si stabilirono definitivamente in città con le loro famiglie. In seguito a questa immigrazione, la popolazione legnanese crebbe, dal 1951 al 1961, da 38 026 a 41 366 abitanti. La maggior parte dei nuovi legnanesi aveva un'età compresa tra i 25 e i 34 anni. Dopo un primo momento caratterizzato da problemi dovuti alla differenza di mentalità, dialetto parlato, stile di vita nonché ai pregiudizi, soprattutto in riferimento alle persone provenienti dall'Italia meridionale, tra i vecchi e i nuovi legnanesi si ebbe poi, con il passare dei decenni, una piena integrazione.
Tra il 1951 il 1960, decennio in cui fu sindaco Anacleto Tenconi, Legnano conobbe una fase di profonde trasformazioni urbanistiche. Uno dei primi problemi che si trovò ad affrontare la sua giunta fu la questione della ferrovia, che divideva in due l'abitato e che obbligava i legnanesi che volavano passare da una parte all'altra della città ad aspettare anche per mezzora davanti ai passaggi a livello. Il problema fu risolto con la costruzione di un primo sottopassaggio pedonale realizzato in via della Vittoria, che venne inaugurato il 13 aprile 1958 e a cui seguirono altri sottopassi, sia pedonali che stradali. È di questi anni l'opera di asfaltatura di tutte le strade cittadine. Fino ad allora quasi tutte le strade di Legnano erano sterrate tranne quelle del centro storico, che erano pavimentate con masselli di pietra. Contemporaneamente furono estese le reti fognarie (opera cominciata nel 1946), del gas, dell'acqua potabile (che passò da 68 a 100 km) e gli impianti di illuminazione pubblica.

Piazza San Magno a Legnano negli anni trenta del XX secolo. In primo piano sulla sinistra, gli edifici demoliti negli anni cinquanta del XX secolo per poter permettere la costruzione della Galleria INA

Il 1º ottobre venne soppresso il tratto legnanese della tranvia Milano-Gallarate e quindi i suoi binari, da quella data inutilizzati, furono eliminati: in questo modo si poterono allargare le vie cittadine attraversate da questo servizio, ovvero corso Sempione, le vie Lampugnani, Matteotti, largo Tosi, corso Italia e via Micca. Questo mezzo di trasporto venne sostituito da un servizio di autobus. Il capolinea della linea tranviaria fu limitato al deposito STIE di corso Sempione (dove si trova l'ingresso nuovo del vecchio ospedale di Legnano), che venne demolito nel 1970 per poter permettere l'ampliamento del nosocomio legnanese.
È sempre del decennio dell'amministrazione di Tenconi l'ampliamento di viale Cadorna, di via XX settembre e di viale Toselli, che fu provvisto di uno spartitraffico centrale e di un nuovo ponte sull'Olona. Questi interventi furono necessari anche per il grande aumento della circolazione automobilistica: sempre più legnanesi infatti si potevano permette un'autovettura. Nel contempo aumentarono anche gli incidenti, che passarono dai 92 del 1952, ai 109 del 1953, ai 160 del 1954 ai 196 del 1955. Sempre per quanto riguarda l'Olona, venne realizzato un nuovo ponte alla Gabinella; inoltre il corso d'acqua fu coperto nella sua parte centrale da una struttura di cemento a causa del forte inquinamento, che portava l'Olona a sembrare una fogna a cielo aperto, con tutti i miasmi conseguenti. Nel 1956 l'Olona venne invece coperto tra via Milano e l'inizio di via Guerciotti: questa copertura diede origine a piazza Carroccio. 

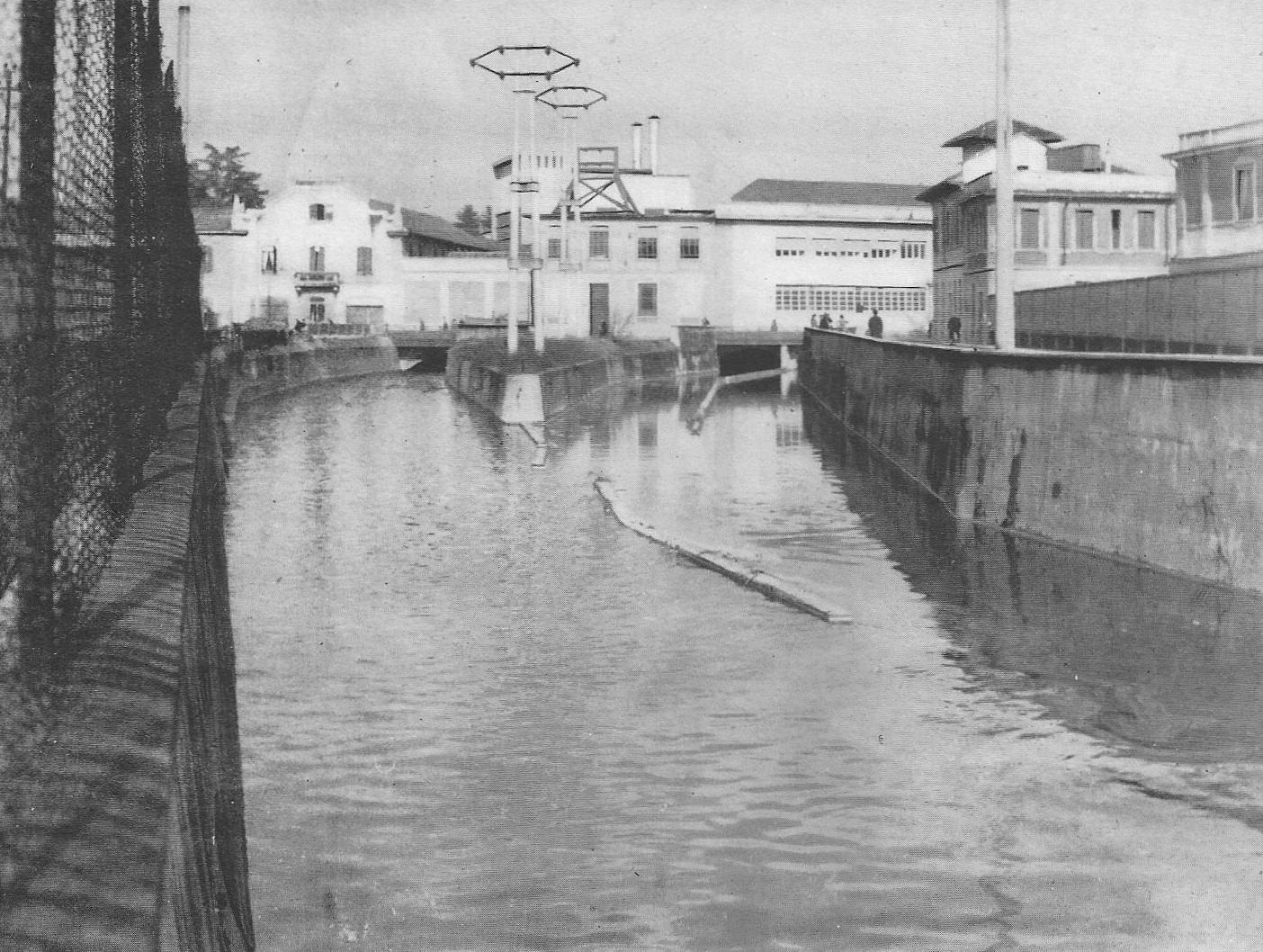
L'Olona che attraversa l'area che poi è stata coperta diventando piazza Carroccio. Sullo sfondo dell'immagine, che è stata scattata con via Guerciotti alle spalle, si riconosce il cotonificio Dell'Acqua. La foto risale al febbraio del 1955

Lavori di copertura dell'Olona e di realizzazione di piazza Carroccio a Legnano

È di questi anni anche la demolizione di molti edifici storici legnanesi. Vennero ad esempio abbattute diversi antichi cortili di corso Magenta che erano situati nei pressi di piazza San Magno. Il 6 luglio 1952 venne invece inaugurato il primo lotto dell'edificio che ospita la Galleria di Legnano, completato poi dal secondo lotto, che venne inaugurato il 25 luglio 1954. Per poter permettere la realizzazione di questo edificio, realizzato dall'INA, venne demolito l'antico convento degli Umiliati, un monastero che risaliva al Trecento. Con la costruzione del palazzo dell'INAIL, via Franco Tosi venne ampliata e in questo modo si creò l'omonimo largo.
È sempre di questo decennio la costruzione di molte case popolari comunali, che lenirono in parte il problema della povertà, malessere economico che era piuttosto diffuso fino a diventare, in molti casi, vera e propria miseria. Fino al 1958 il comune di Legnano realizzò 128 abitazioni, che ospitavano oltre 500 persone. A queste abitazioni si aggiunsero le case popolari costruite dall'IACP e quelle realizzate in seno al piano Fanfani. Per quanto riguarda la retribuzione, un operaio legnanese della metà degli cinquanta guadagnava circa 1 300 lire lorde al giorno, che dovevano essere sufficienti per acquistare il pane (che costava, all'epoca, 130 lire al chilo), la pasta (176 lire al chilo), il burro (1 234 lire a panetto), del salame (1 357 lire al chilo), il prosciutto crudo (123 lire all'etto), la carne (962 lire al chilo), il latte (81 lire al litro); uno paio di scarpe costava in media 5 000 lire. È di questi anni il boom edilizio del tessuto abitativo, che conobbe una grande espansione trasformando Legnano in una città anche da un punto di vista urbanistico.
Il 27 febbraio 1951 fu fondata la Famiglia Legnanese, associazione culturale senza fini di lucro con sede all'interno della centrale Villa Jucker. Tra le altre importanti realizzazioni del sodalizio vanno ricordati il concorso fotografico intitolato alla memoria di Giovanni Crespi (cofondatore dell'omonima azienda), che è stato inaugurato nel 1971, l'assegnazione di oltre un migliaio di borse di studio, per un ammontare ormai giunto a svariati milioni di Euro, e il premio internazionale di poesia "Giuseppe Tirinnanzi", partito nel 1981 e giunto a vantare la Medaglia d'Argento del Presidente della Repubblica e il patrocinio della Presidenza del Consiglio e del Ministero per i beni culturali.
Da un punto di vista culturale, nel maggio del 1952, fu ripristinato il Palio di Legnano, che all'epoca era denominato "Sagra del Carroccio", dopo la pausa dovuta alla seconda guerra mondiale per iniziativa della Famiglia Legnanese, del prevosto della città e del comune di Legnano, questa volta totalmente sganciato dai significati politici imposti prima della guerra dal regime fascista. Anacleto Tenconi, all'epoca sindaco di Legnano, richiamò così quei momenti:
(Anacleto Tenconi)

Papa Giovanni XXIII e una rappresentanza del comitato organizzatore della Sagra del Carroccio, tra cui il sindaco di Legnano, che è il secondo in primo piano partendo da sinistra, durante l'udienza concessagli il 19 maggio 1959

Sempre relativo al Palio, nel 1955, venne fondato il collegio dei capitani e delle contrade. Nel 1949 nacque invece, ad opera di Felice Musazzi e Tony Barlocco, la compagnia teatrale dialettale I Legnanesi, che ebbe il primo grande successo fuori dai confini di Legnano nel 1958, quando uno dei loro spettacoli fu replicato al teatro Odeon di Milano.
In ambito sportivo, è di questi anni il ritorno in Serie A dell'Legnano: nelle stagioni 1951-1952 e 1953-1954 i Lilla disputarono i loro due ultimi campionati nel massimo livello del calcio italiano, campionati terminati entrambi all'ultimo posto in classifica. I presidenti che permisero al Legnano di venire promossi in Serie A furono, rispettivamente, Pino Mocchetti e Giovanni Mari. Dopo la fine della guerra venne ripresa anche la prestigiosa Coppa Bernocchi, importante competizione ciclistica che viene organizzata a Legnano dal 1919 dall'Unione Sportiva Legnanese. Degni di nota furono anche i successi della Pallacanestro Bernocchi, squadra femminile di basket che vinse due scudetti nel 1954 e nel 1955, campionati che fecero crescere il suo palmarès a 4 titoli nazionali complessivi, i primi dei quali vennero conquistati nel 1947 e nel 1948.
Nel 1960 diventò sindaco di Legnano Luigi Accorsi, che sostituì in questo ruolo Anacleto Tenconi; Accorsi ricoprì questa carica fino al 1975. Poco prima dell'abbandono della scena politica, nel gennaio del 1975, Accorsi si recò a Roma dove ebbe una visita ufficiale con papa Paolo VI e con il presidente della Repubblica Giovanni Leone.

### La crisi dell'industria

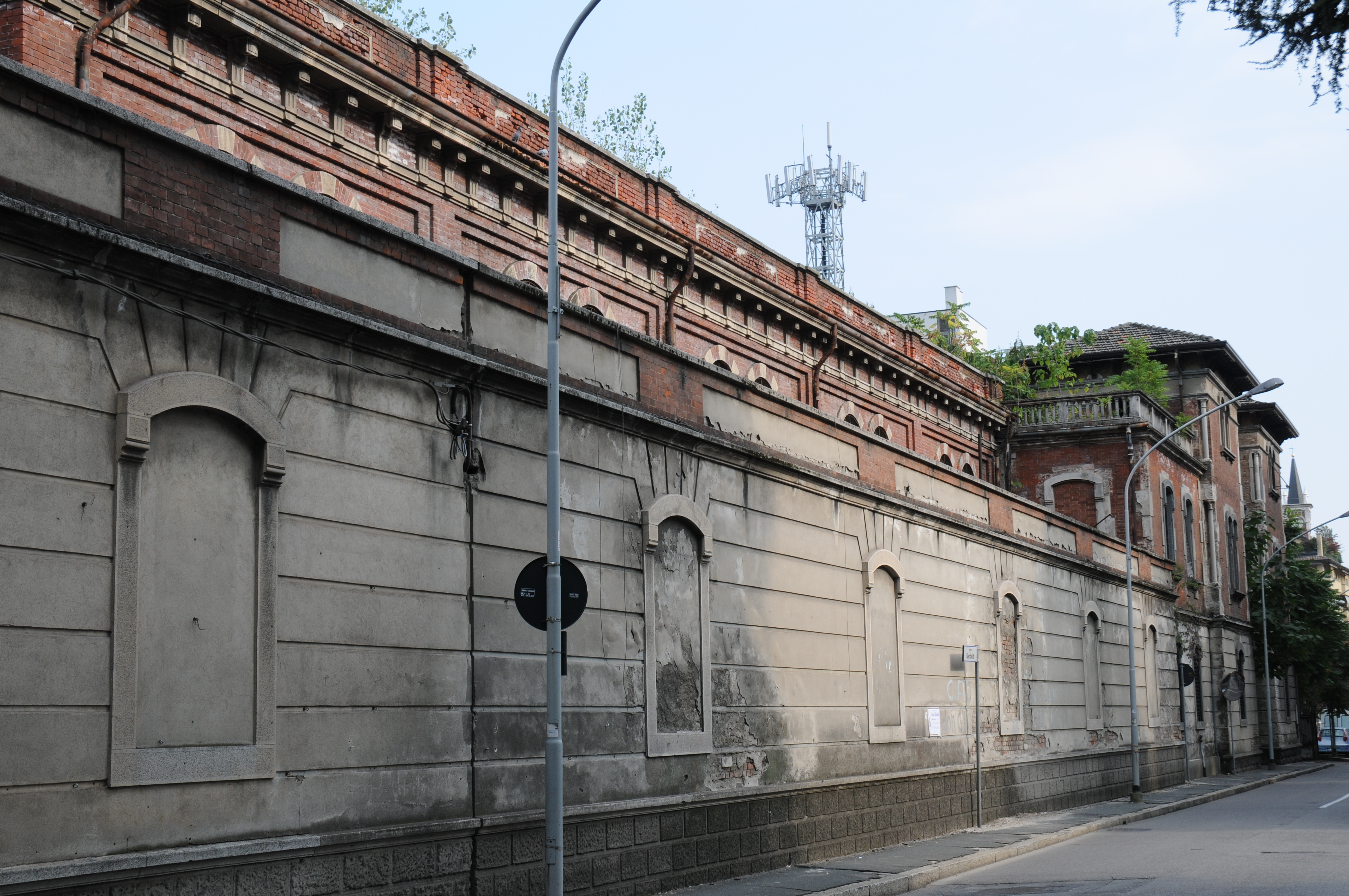
L'ex cotonificio Bernocchi in corso Garibaldi a Legnano

L'età d'oro dell'industria legnanese, iniziata negli anni ottanta del XIX secolo, terminò negli anni sessanta del XX. In seguito Legnano conobbe un lungo periodo di crisi che portò alla chiusura di molte attività produttive. Questa congiuntura sfavorevole fu causata dall'aumento del costo del lavoro e dalla concorrenza dei sistemi industriali esteri.
Il censimento generale nazionale del 1961, organizzato in occasione del centenario dell'Unità d'Italia, confermò la virata dell'industria legnanese verso il settore meccanico a scapito di quello tessile, confermando la tendenza iniziata negli anni cinquanta. Gli abitanti di Legnano erano 42 460, di cui 19 835 erano cittadini attivi (che corrispondeva al 46,7% dei residenti), dato che conobbe un calo dal 54,3% del 1951. Nel settore primario, l'agricoltura, vi lavoravano 106 legnanesi (lo 0,5% dei cittadini attivi), nell'industria gli addetti erano invece 14 117, pari al 71,1% della popolazione attiva, dato che era inferiore di quattro punti rispetto al 1951, mentre il settore terziario dava lavoro a 4 352 legnanesi, di cui 2 159 nel commercio (il 10,8% del totale) e 2 193 nel settore dei servizi (pari all'11%). La disoccupazione conobbe una calo, visto che passò dal 4,3% del 1951 al 2,2% del 1961. Per quanto concerne l'industria, veniva registrato il sorpasso dell'industria meccanica su quella tessile visto che gli occupati nei due settori erano, rispettivamente, 9 278 (45,3%) contro 7 243 (35,4%). Le altre tipologie di aziende occupavano 835 addetti (abbigliamento e calzature), 300 (legno e arredamento) e 168 (le industrie chimiche). 

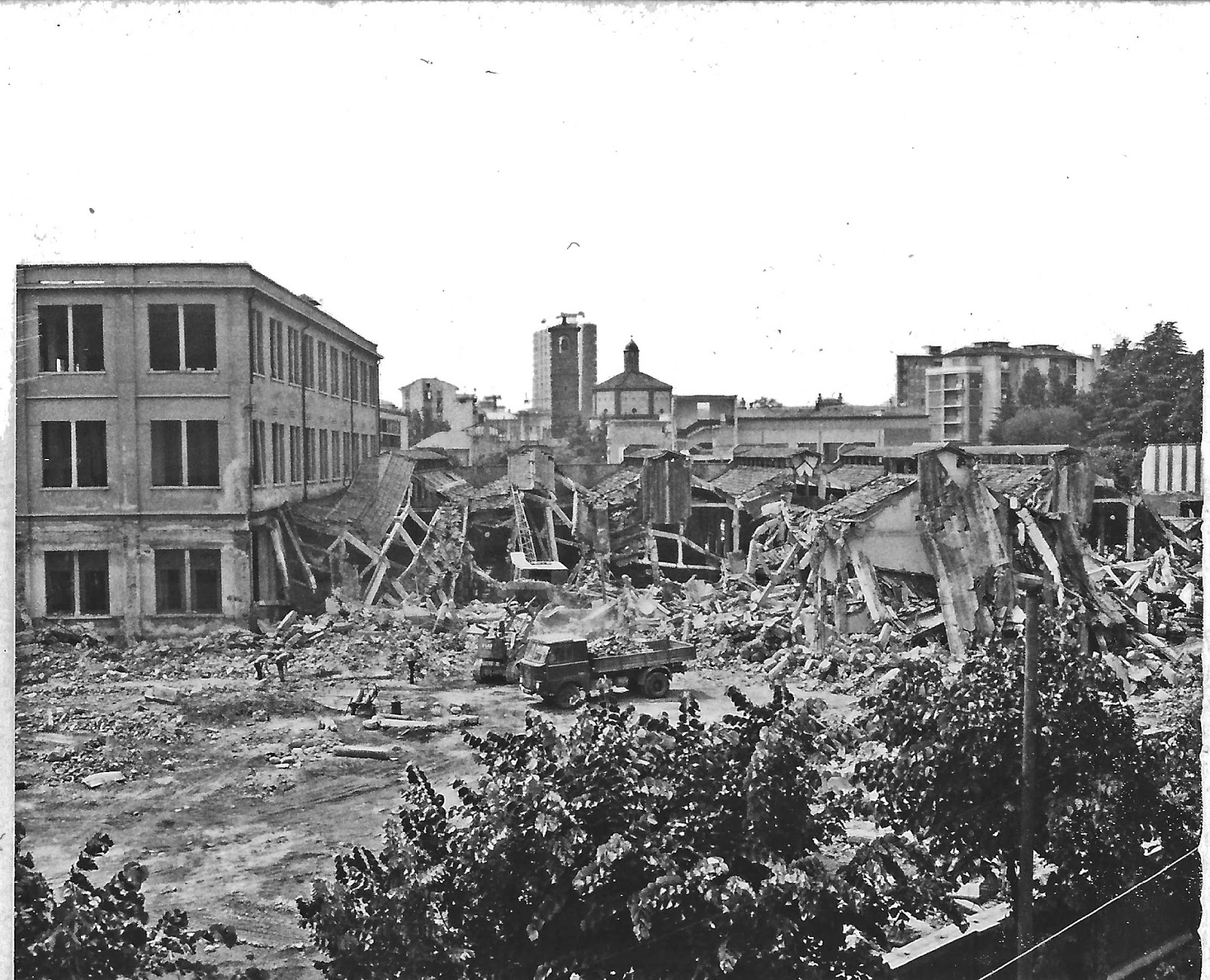
Demolizione del Cotonificio Dell'Acqua di Legnano (1969)

Due anni dopo il censimento, nel 1963, l'industria legnanese conobbe una battuta d'arresto, che portò a una crisi. La crisi fu sentita soprattutto dal settore tessile: quello meccanico, dopo un breve periodo di difficoltà, tornò a crescere consistentemente. La Franco Tosi, in particolare, riuscì ad ottenere un ingente numero di commesse, tra cui forniture per le centrali Enel di Piacenza, Brindisi, Vado Ligure e Torvaldilaga, per gli impianti Edison e Esso di Marghera e Augusta, nonché per impianti delle medesime società che si trovavano in Malaysia, Indonesia e Giamaica. La Franco Tosi ottenne poi commesse da altre aziende per impianti che si trovavano in Corea del Sud, Argentina, Arabia Saudita, Iran, India e Panama: questa enorme mole di lavoro portò la forza lavoro della Franco Tosi a superare, a metà degli sessanta, i 4 500 lavoratori. Altre aziende meccaniche medie vissero un periodo di crisi e di problemi, anche di carattere sindacale, che le portarono quasi vicine alla chiusura. In questo contesto, le aziende medie e piccole iniziarono a conoscere un periodo di crescita, fermo restando che l'economia della Legnano dell'epoca si basava ancora sulle società di grandi dimensioni. Contemporaneamente, anche il commercio conobbe una fase positiva, mentre per il terziario, che era in stallo, si faceva riferimento ancora a Milano.

Veduta aerea del Cotonificio Cantoni di Legnano

Per riuscire a superare la già citata crisi del 1963, il cotonificio Cantoni decise di cambiare il tipo di produzione, passando dai tessuti a tinta unita ai tessuti stampati: in questo modo i manufatti non erano più comuni e di largo consumo, bensì prodotti di pregio, con un più alto contenuto tecnologico. Con questo cambiamento di strategia, la Cantoni riuscì a superare la crisi e a ampliare le proprie strutture con l'acquisto, nel 1968, di alcuni stabilimenti della De Angeli Frua che portarono, alla forza lavoro dell'azienda, altri 1 000 dipendenti; questo dato portò le maestranze totali a 5 000 dipendenti. È di questi anni l'apertura, a Legnano, di un nuovo stabilimento Cantoni nel rione Olmina, che venne destinato alla produzione di tessuti di qualità.
Sorte diversa toccò il cotonificio Dell'Acqua. Fatale per questa industria tessile fu la crisi del 1965 e il crac finanziario della famiglia Riva, da poco proprietari dell'azienda. Alla fine del 1965 vennero licenziati i 1 300 dipendenti del gruppo, con le attività industriali che terminarono definitivamente ponendo fine alla storia pluridecennale dell'azienda.

Il grattacielo di Legnano in una foto degli anni sessanta del XX secolo

La piena occupazione registrata nel censimento del 1961 non significò serenità e pace sociale. La povertà era ancora diffusa e il malcontento sfociò, a partire dal 1967, in una lunga serie di scioperi che caratterizzarono la vita sindacale di Legnano. Nel 1967 iniziò il cotonificio Bernocchi cui seguì poco dopo la tessitura Agosti, che chiuse i battenti entro la fine dell'anno citato. Queste prime agitazioni sindacali furono la premessa del cosiddetto autunno caldo, ovvero di quella stagione di frequenti scioperi che caratterizzarono la vita nazionale a partire dal 1969 a causa della stagnazione economica e delle diatribe relative al rinnovo del contratti nazionali. Degno di nota fu l'invasione dei binari della ferrovia, che avvenne il 21 ottobre 1969 ad opera degli operai della Franco Tosi e di quelli delle Industrie Elettriche, che bloccarono la circolazione dei treni: fu la prima azione di questo genere mai tentata a Legnano ad opera delle forze sindacali.
Di questi anni è la chiusura del cotonificio Bernocchi. La situazione precipitò nel 1971, quando, alla crisi generale del mercato, si aggiunse la tassa messa dal governo statunitense ai tessuti stampati d'importazione. Gli Stati Uniti erano infatti uno dei mercati maggiore dei prodotti del cotonificio, che erano appunto i tessuti stampati. A fine anno, nonostante i tentativi della famiglia Bernocchi di risollevare le sorti dell'azienda, ci fu la chiusura ufficiale di tutte le attività produttive. Il sentore generale era quello che il cotonificio Bernocchi non sarebbe stato l'ultima grande azienda tessile legnanese a chiudere. Termometro di questa crisi fu il dato degli impiegati tessili nelle industrie legnanesi, che scese dal 54,9% del 1951 al 29,7% del 1971, anno di chiusura della Bernocchi.
La crisi irreversibile, per il cotonificio Cantoni, iniziò nella seconda parte degli anni settanta, complici l'aumento del prezzo delle materie prime e delle fonti energetiche, entrambe causate da alcuni eventi straordinari che avvennero all'inizio del decennio l'inconvertibilità del dollaro (1971), la crisi petrolifera e la guerra del Kippur (entrambe nel 1973), che si aggiunsero alla cronica difficoltà causata, come già accennato, dall'aumento del costo del lavoro e dalla concorrenza dei sistemi industriali esteri. A questo si a aggiunse i debiti accumulati dalla Cantoni, che erano ascrivibili alle eccessive giacenze nei magazzini di tessuti stampati: proprio in quel periodo la moda cambiò, privilegiando i tessuti a tinta unita.

Piazza Trento e Trieste a Legnano nel 1970. A sinistra si scorgono le scuole primarie Mazzini, che sono state costruite dove un tempo sorgeva il convento di Sant'Angelo, edificio monastico costruito dal 1468 al 1471 e demolito nel 1967

Sono di questi anni i gemellaggi tra Legnano e il comune francese di Colombes (1961), cui seguì il gemellaggio con il comune camerunese di Ebolowa (1964). Nel primo caso il gemellaggio era principalmente finalizzato a incontri sportivi, scambi di soggiorni tra giovani legnanesi e francesi, esposizioni artistiche, incontri tra associazioni, mentre nel caso del gemellaggio con la città africana il gemellaggio aveva anche scopi umanitari come la spedizione di aiuti. È del 1965 la costruzione del sottopasso ferroviario tra piazza del Popolo e piazza Monumento: questa opera, che venne inaugurata dal ministro della ricerca scientifica Carlo Arnaudi, risolse un problema che si trascinava da decenni, quello dell'attraversamento della ferrovia. Fino al 1939 era presenta una passerella pedonale che scalvava la ferrovia e che era nota popolarmente, in dialetto legnanese, come bilòria, termine privo di un'etimologia precisa: venne eliminata a causa dell'elettrificazione aerea della linea. Alla fine degli anni settanta venne realizzato il sottopasso ferroviario di via San Michele del Carso, che completò la circonvallazione comunale formata anche da viale Sabotino. Dello stesso periodo è la costruzione della sede distaccata dell'INPS in via Podgora.
Fino al 1969 la gestione del servizio di distribuzione del gas era ad appannaggio di una società privata, la Società del Gas di Legnano. La giunta Accorsi decise di municipalizzare il servizio, affidandolo ad una nuova società, questa volta di proprietà comunale e creata ad hoc: l'Azienda Municipalizzata del Gas, che nacque nel 1972. Dal 1970 al 1972 il servizio venne invece gestito direttamente, e provvisoriamente, dal comune di Legnano. Gli anni settanta videro la crescita consistente delle utenze che si servivano del gas, che passarono da 11 800 a 17 000. Nel 1974 l'Azienda Municipalizzata del Gas prese in carico anche il servizio di distribuzione dell'acqua potabile, cambiando nome in AMGA (Azienda Municipalizzata Gas Acqua).

Luigi Accorsi, sindaco di Legnano dal 1961 al 1975, mentre parla in piedi durante un incontro avvenuto nel 1966 alla Famiglia Legnanese

Nel 1971 venne approvato il nuovo Piano Regolatore Generale, la cui parte più importante era quella che decideva il destino delle aree un tempo occupate dal cotonificio Dell'Acqua e dalla De Angeli-Frua, nel frattempo fallite. Nel primo caso fu deciso di destinare l'area a un parco pubblico a due aree di parcheggio, una a servizio del centro di Legnano (in seguito diventata a pagamento) e l'altra a servizio delle scuole Bernocchi e Dell'Acqua, mentre l'area un tempo occupata dagli stabilimenti De Angeli-Frua venne urbanizzata. Sempre da un punto di vista urbanistico, all'inizio degli anni settanta, venne realizzato viale Sabotino, importante arteria viaria di collegamento tra la strada statale nº 527 Bustese e la strada provinciale nº12 Legnano-Inveruno. Altra opera pubblica importante fu la casa di riposo di via Girardi, in seguito intitolata a Luigi Accorsi. Nel 1963 fu completato il grattacielo, progettato dall'architetto Luigi Caccia Dominioni, mentre nel 1972 fu inaugurato il nuovo centro parrocchiale di San Magno, per la cui costruzione fu abbattuta un'antica canonica che risaliva al Cinquecento. È invece del 1976 l'istituzione del Parco locale del bosco di Legnano, un'estesa area verde pubblica situata nei pressi del castello visconteo di Legnano, da cui il nome in cui è popolarmente conosciuto, ovvero "parco castello". È degli anni settanta la costruzione di alloggi popolari nel quartiere Canazza, che furono principalmente destinati agli immigrati dell'Italia meridionale e del Veneto. La Canazza diventò un quartiere dormitorio senza servizi commerciali e per lo svago: di conseguenza nacquero molti problemi sociali, che peggiorarono a tal punto da far soprannominare il quartiere "il Bronx". Un altro quartiere legnanese che afflitto da questi problemi era Mazzafame: per entrambi la situazione iniziò a migliorare dagli anni ottanta.
Negli anni settanta uno spazio cittadino fu intitolato ai quattro legnanesi che vennero insigniti della medaglia d'oro al valor militare ("largo Medaglie d'Oro"), ovvero Aurelio Robino, colonnello dei bersaglieri caduto nella prima guerra mondiale, Carlo Borsani, tenente di fanteria impegnato nella seconda guerra mondiale, Raoul Achilli, sergente maggiore degli Alpini operativo nello stesso conflitto, e Mauro Venegoni, partigiano ucciso dalle milizie della Repubblica Sociale Italiana durante la Resistenza.
Gli anni sessanta, e soprattutto gli anni settanta, furono caratterizzati dalla costruzione di molte scuole pubbliche, sia elementari che medie, nonché di asili per l'infanzia: questo piano edilizio scolastico straordinario fu reso necessario dall'introduzione, nel 1962, dell'obbligo scolastico fino ai 14 anni. Degna di nota fu la ricostruzione delle scuole Mazzini, in precedenza ospitate nell'ex-convento di Sant'Angelo: per rendere possibile questo ammodernamento, fu necessario l'abbattimento dell'antico monastero, che risaliva al Quattrocento. Altra scuola degna di menzione fu la scuola Medea, costruita in zona Ronchi (1968), che venne destinata agli alunni subnormali: in seguito diventò una delle sedi distaccate dell'ITIS Bernocchi. In precedenza gli alunni subnormali erano ospitati nell'ex Casa del Balilla di via Milano, che ebbe questa funzione dal 1950 al 1968, anno di inaugurazione della scuola Medea
Degna di nota è la fondazione nel 1977 a Legnano di una delle prime emittenti televisive private italiane, Antennatre, grazie all'apporto di Renzo Villa e Enzo Tortora, cui seguirono Cino Tortorella, Ettore Andenna, Lucio Flauto, Teo Teocoli, Massimo Boldi, Ric e Gian, Carmen Russo e il regista Beppe Recchia

### Il nuovo tessuto economico

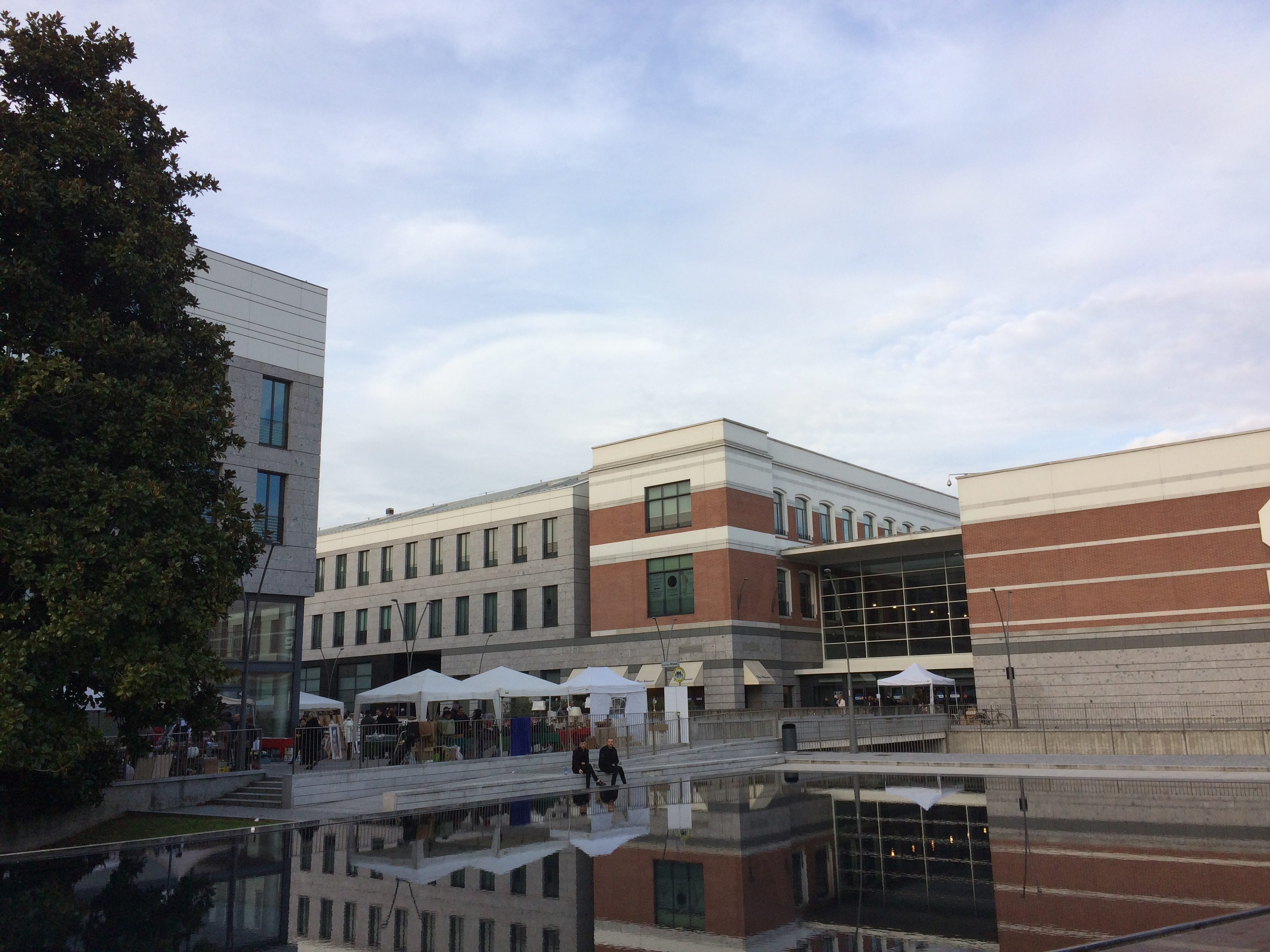
Il centro commerciale "Gallerie Cantoni" di Legnano, che è in parte ricavato dagli ex-stabilimenti dell'omonimo cotonificio

Nel 2004 chiuse il Cotonificio Cantoni (nel 1984 lo storico stabilimento sorto lungo l'Olona, mentre nel 2004 la fabbrica del rione legnanese dell'Olmina): altre aziende degne di menzione che chiusero i battenti in questo periodo furono le meccaniche Mario Pensotti (1989) e Andrea Pensotti (1994) e - a causa della grande recessione iniziata nel 2007 - la Manifattura di Legnano, la Tintostamperia Mottana (entrambe nel 2008) e la Giovanni Crespi (2014).
Nel complesso, quella iniziata negli anni cinquanta, fu quindi una crisi generale e duratura, che toccò i vari comparti classici dell'industria legnanese, da quello tessile, a quelli meccanico, termoelettrico e calzaturiero. I settori più colpiti furono quelli tessile e dell'abbigliamento, con la chiusura di molte aziende, da cui conseguì un cospicuo calo occupazionale generale. Il tasso di impiegati nell'industria in relazione agli abitanti nel 1981 calò a 29,6% (con questa percentuale, Legnano scese al 141º posto a livello nazionale), mentre il tessuto industriale legnanese, con il passare dei decenni, conobbe una fase dove le dimensioni medie delle aziende diminuirono: dai 23 impiegati del 1951, si passò ai 20 del 1961, ai 17 del 1971 ai 16 del 1978.
Dopo un periodo di stagnazione, durante il quale l'economia legnanese conobbe una fase di involuzione, iniziò una fase di nascita di piccole aziende, che consentì a Legnano di rimanere inserita in un contesto produttivo molto avanzato, complice la tradizione imprenditoriale e produttiva del passato, collocandola ancora nel XXI secolo tra le zone più sviluppate e industrializzate d'Italia. Rispetto ai grandi complessi industriali del passato, che erano leader nei loro mercati, le medie e piccole aziende legnanesi si sono ritagliate ciascuna una piccola fetta di mercato dove vendere i loro prodotti. Con la loro flessibilità, che è insita nelle piccole dimensioni aziendali, evitarono anche ciò che condannò i grandi gruppi industriali legnanesi, ovvero la fatica ad adattarsi velocemente alle esigenze dei clienti. 

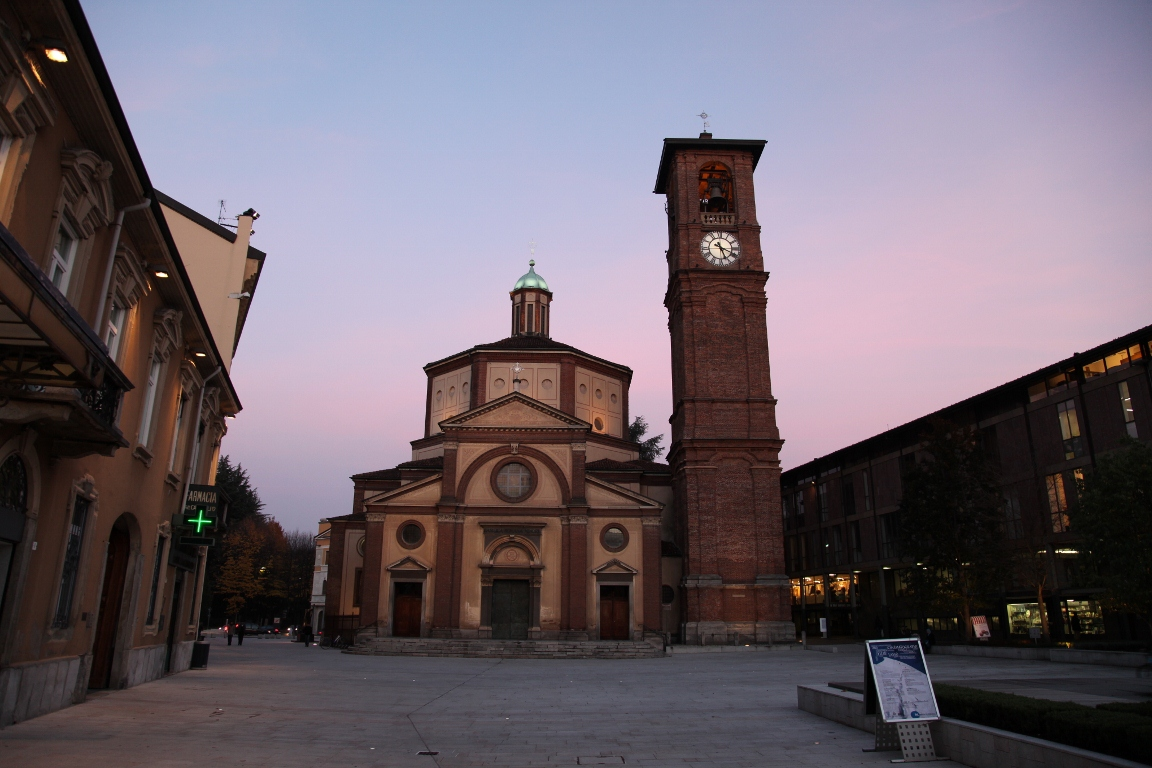
Piazza e basilica di San Magno in un'immagine del 2010

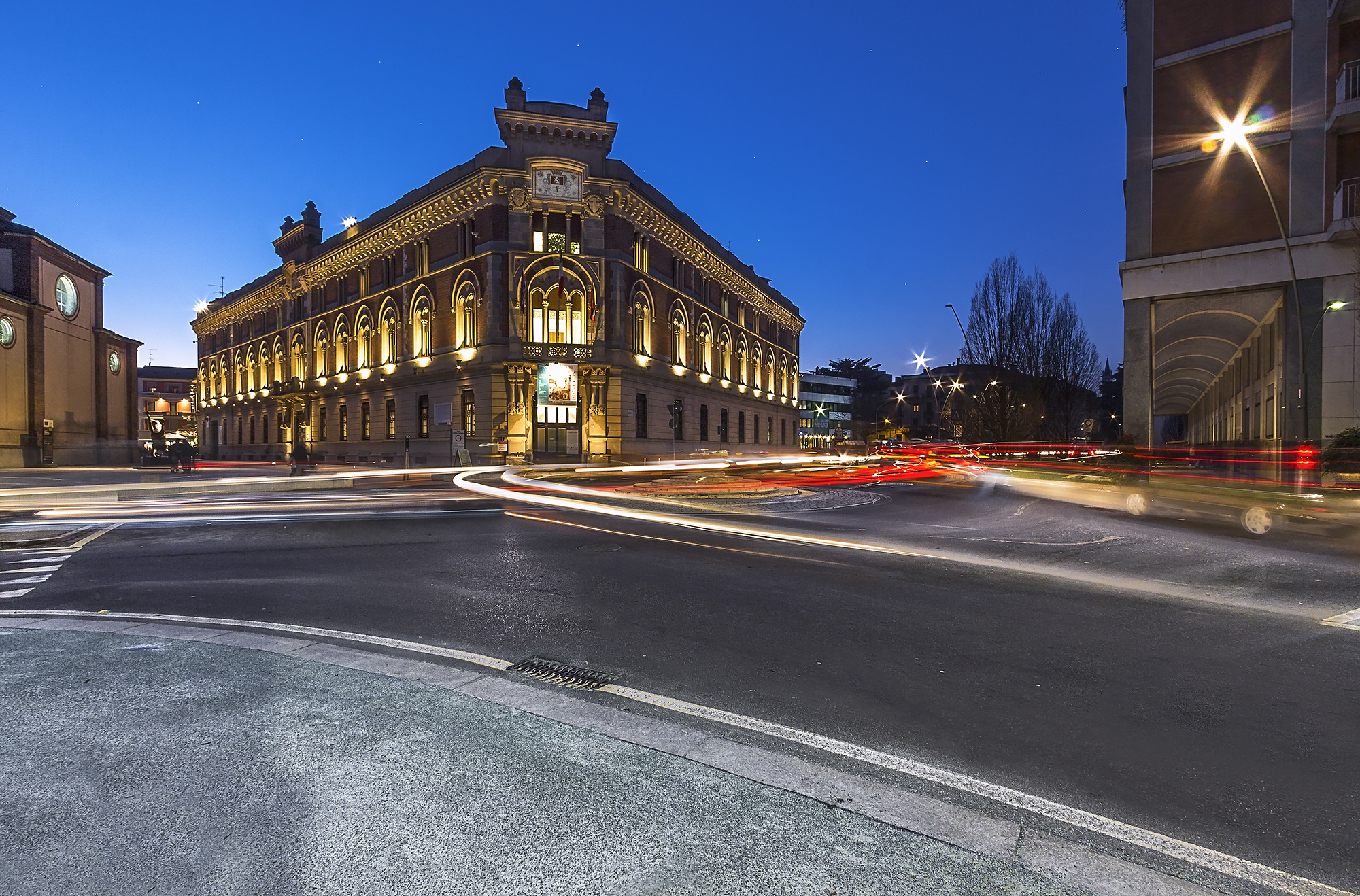
Largo Tosi e palazzo Malinverni in un'immagine del 2014

Molte aree ex industriali vennero poi riconvertite ad altri usi, spesso con la scomparsa delle testimonianze di archeologia industriale; l'esordio si ebbe con l'area un tempo occupata dalla De Angeli-Frua che, come già accennato, fu la prima grande azienda legnanese a fallire.
L'economia legnanese virò verso il settore terziario; in particolare, ci fu una forte crescita dei servizi alla produzione, alle telecomunicazioni, alle assicurazioni, ai trasporti, alle gestioni finanziarie, ai servizi bancari e, in misura minore, ai servizi legali e informatici. Un'eccezione a questa dinamica fu la fondazione a Legnano, nel 1985, dell'azienda di moda Dolce & Gabbana
Il tasso di sviluppo del settore terziario non portò però a una crescita sufficiente a sopperire la scomparsa dei grandi complessi industriali del passato, e ciò portò a un importante cambiamento sociale: da sede di importanti industrie e città di destinazione degli impiegati della zona, Legnano si trasformò in un centro di forte pendolarismo, soprattutto verso Milano.
A dicembre 1999 i più grandi enti, pubblici o privati, che davano lavoro a Legnano erano l'ospedale civile (1 714 impiegati), la Franco Tosi (1 600), il comune (383), la Banca di Legnano (345) e la Manifattura di Legnano (335). Nel medesimo anno a Legnano erano presenti 1 650 attività commerciali, tra vendita al dettaglio e all'ingrosso, locali pubblici e ambulanti, che conobbero una nuova fase di crescita dopo il ristagno degli anni settanta.
Di questi anni, in ambito sportivo, sono i successi dei Frogs Legnano, squadra di football americano, che è stata campione d'Europa nel 1989, campione d'Italia per sei volte (1984, 1987, 1988, 1989, 1994 e 1995) e che si è aggiudicata una Coppa Italia (1993)

### Esplicative
1. ↑  Fratello di Giosuè Carducci.
2. ↑  L'origine dello stemma comunale di Legnano è legata a una leggenda[37]. Secoli fa, in un periodo imprecisato, davanti alla basilica di San Magno era presente un grande cerro. Il 5 novembre, ricorrenza di San Magno, patrono di Legnano, un contadino si mise a osservare il grande albero invidiandone la resistenza a sopportare la neve e il freddo. L'agricoltore pregò il cielo esprimendo il desiderio di avere la stessa capacità dell'albero a fronteggiare le intemperie, ma applicata nei confronti della vita. Ad un certo punto comparve San Magno, che promise di esaudire i desideri del contadino fornendogli il vigore, la temerarietà e la potenza di un leone. Il santo chiese però al contadino, per avere esaudito il suo desiderio, di uccidere un coniglio e camminare sul terreno dove era stato versato il sangue dell'animale. L'agricoltore obbedì a San Magno e quindi il santo lo trasformò in leone. Subito dopo aver compiuto il miracolo, San Magno scomparve senza ascoltare le preghiere del contadino, che chiedeva di ritornare uomo, punendo così la sua superbia. L'albero e il leone diventarono i simboli di Legnano, mentre il bianco della neve e il rosso del sangue del coniglio ne diventarono i colori. Sia i simboli che i colori furono poi inclusi nello stemma e nel gonfalone comunale.
3. ↑  Questi servizi crearono un forte legame tra il dipendente e l'azienda instaurando tra i due un rapporto quasi "paternalistico". Questa è infatti una caratteristica abbastanza comune nelle città-fabbrica e Legnano, in questo senso, non fu un'eccezione.

### Bibliografiche
1. 1 2  D'Ilario, 1984, p. 127.
2. 1 2 3  D'Ilario, 1984, p. 102.
3. 1 2 3 4 5 6 7 8  D'Ilario, 1984, p. 108.
4. 1 2  Ferrarini, p. 23.
5. ↑  D'Ilario, 1984, p. 40.
6. ↑  Ferrarini, p. 146.
7. 1 2 3 4 5 6 7 8  D'Ilario, 1984, p. 113.
8. 1 2  Ferrarini, p. 145.
9. ↑  Ferrarini, p. 144.
10. 1 2  Vecchio, p. 72.
11. ↑  D'Ilario, 1984, p. 98.
12. 1 2  Grillo, p. 155.
13. 1 2   Enrico Butti, su scultura-italiana.com. URL consultato il 16 ottobre 2014 (archiviato dall'url originale il 9 ottobre 2014).
14. ↑  D'Ilario, 1984, p. 28.
15. ↑  Ferrarini, p. 130.
16. ↑  D'Ilario, 1984, p. 182.
17. 1 2 3  Ferrarini, p. 133.
18. ↑  D'Ilario, 1984, p. 90.
19. ↑  D'Ilario, 1984, p. 104.
20. 1 2 3 4 5  D'Ilario, 1984, p. 106.
21. 1 2 3 4 5  D'Ilario, 1984, p. 107.
22. ↑  D'Ilario, 1984, pp. 102-106.
23. ↑  Ferrarini, p. 84.
24. 1 2  Ferrarini, p. 149.
25. ↑  D'Ilario, 1984, pp. 297-300.
26. 1 2  D'Ilario, 1984, p. 112.
27. ↑  D'Ilario, 1984, pp. 173-179.
28. 1 2 3  Ferrarini, p. 147.
29. 1 2 3  D'Ilario, 1984, p. 114.
30. 1 2 3 4 5 6 7 8 9 10 11  D'Ilario, 1984, p. 115.
31. 1 2 3 4 5 6 7 8 9 10 11 12 13  D'Ilario, 1984, p. 120.
32. 1 2 3 4 5 6 7 8 9  D'Ilario, 1984, p. 116.
33. 1 2 3 4 5 6 7 8 9 10 11 12 13  D'Ilario, 1984, p. 118.
34. 1 2 3  D'Ilario, 1984, p. 121.
35. ↑  Ferrarini, p. 88.
36. ↑  D'Ilario, 1984, pp. XII-XIII.
37. ↑   Contrada San Magno - Le origini, su sanmagno.com. URL consultato il 29 novembre 2017 (archiviato dall'url originale l'11 giugno 2014).
38. ↑  Ferrarini, p. 79.
39. 1 2 3  Ferrarini, p. 89.
40. 1 2 3 4 5 6 7  Ferrarini, p. 150.
41. ↑  Cavalleri, pp. 56-57.
42. ↑  D'Ilario, 1984, pp. 117-118.
43. ↑  D'Ilario, 2003, p. 112.
44. 1 2 3 4 5 6 7 8 9  D'Ilario, 1984, p. 117.
45. 1 2  D'Ilario, 1984, p. 335.
46. ↑  Ferrarini, p. 182.
47. ↑  Autori vari, p. 127.
48. ↑  Autori vari, p. 126.
49. 1 2  Ferrarini, p. 136.
50. ↑  D'Ilario, 2003, p. 118.
51. ↑  D'Ilario, 2003, p. 119.
52. ↑  D'Ilario, 2003, p. 157.
53. ↑  Vecchio, p. 69.
54. 1 2  Ferrarini, p. 148.
55. ↑  D'Ilario, 1993, p. 37.
56. ↑  Fontanelli, p. 58.
57. ↑  D'Ilario, 1993, p. 45.
58. 1 2 3 4  D'Ilario, 1984, p. 122.
59. 1 2 3  Ferrarini, p. 151.
60. ↑   Legnano 1943 - Da "altomilaneseinrete.it", su altomilaneseinrete.it. URL consultato il 17 luglio 2011 (archiviato dall'url originale l'8 maggio 2014).
61. 1 2 3  D'Ilario, 1984, p. 123.
62. ↑  Vecchio, p. 13.
63. 1 2  D'Ilario, 1984, pag. 125.
64. 1 2 3 4  D'Ilario, 1984, p. 126.
65. ↑   Istituto del Nastro Azzurro - Istituzioni Decorate di Medaglia di Bronzo al Valor Militare - Comune di Legnano, su istitutonastroazzurro.it. URL consultato il 13 luglio 2011.
66. 1 2 3  Vecchio, p. 31.
67. ↑  Vecchio, p. 35.
68. ↑  Vecchio, p. 53.
69. 1 2 3 4  Vecchio, p. 57.
70. ↑  Vecchio, p. 40.
71. 1 2  Vecchio, p. 42.
72. ↑  Vecchio, p. 43.
73. 1 2 3  Vecchio, p. 44.
74. 1 2 3  Vecchio, p. 45.
75. ↑  Vecchio, p. 46.
76. ↑  Vecchio, p. 48.
77. ↑   L'Olona, fiume dell'EXPO, adesso può tornare a vivere, su consorziofiumeolona.org. URL consultato il 2 dicembre 2016.
78. 1 2 3 4 5 6 7 8  Vecchio, p. 172.
79. 1 2  D'Ilario, 1984, p. 140.
80. 1 2 3 4  Vecchio, p. 37.
81. 1 2  Vecchio, p. 66.
82. ↑  Vecchio, p. 70.
83. ↑  Vecchio, p. 74.
84. ↑  Vecchio, p. 71.
85. ↑  Vecchio, p. 76.
86. ↑  Vecchio, p. 78.
87. ↑  Ferrarini, p. 90.
88. ↑  Vecchio, p. 106.
89. 1 2  Vecchio, p. 118.
90. ↑  Vecchio, p. 119.
91. 1 2 3 4 5  Vecchio, p. 83.
92. ↑  Vecchio, p. 90.
93. ↑  Vecchio, p. 92.
94. ↑  Vecchio, p. 93.
95. 1 2 3 4  Vecchio, p. 95.
96. ↑  Vecchio, p. 94.
97. 1 2 3 4  Vecchio, p. 97.
98. 1 2  Vecchio, p. 134.
99. 1 2  Vecchio, p. 99.
100. 1 2 3  Vecchio, p. 103.
101. ↑  Vecchio, p. 104.
102. 1 2 3 4 5  Vecchio, p. 105.
103. ↑  Vecchio, pp. 105-106.
104. 1 2 3 4 5 6 7  Ferrarini, p. 152.
105. 1 2 3  D'Ilario, 1984, p. 326.
106. 1 2 3  Ferrarini, p. 91.
107. ↑   Piero Garavaglia, Una «Famiglia» grande come Legnano, in Corriere della Sera, 17 giugno 2001,  p. 46.
108. ↑   Premio Tirinnanzi - Città metropolitana di Milano (PDF), su cittametropolitana.mi.it. URL consultato il 16 settembre 2015 (archiviato dall'url originale il 19 novembre 2015).
109. ↑  Ferrarini, p. 183.
110. ↑  Autori vari, p. 129.
111. ↑  Vecchio, p. 136.
112. ↑  Vecchio, p. 137.
113. ↑  Vecchio, pp. 137-138.
114. ↑  Vecchio, p. 139.
115. ↑  Vecchio, p. 141.
116. ↑  Vecchio, p. 153.
117. 1 2 3 4  Vecchio, p. 177.
118. 1 2 3  Vecchio, p. 176.
119. ↑  Vecchio, pp. 179-180.
120. 1 2  Vecchio, p. 178.
121. 1 2  Vecchio, p. 194.
122. ↑  Vecchio, p. 181.
123. ↑  Vecchio, p. 182.
124. 1 2  Vecchio, p. 183.
125. 1 2 3 4 5  Vecchio, p. 188.
126. ↑  Vecchio, p. 192.
127. ↑  Vecchio, p. 193.
128. 1 2 3  Vecchio, p. 195.
129. 1 2  Vecchio, p. 196.
130. ↑  Vecchio, p. 200.
131. ↑  Vecchio, p. 203.
132. ↑  Vecchio, p. 197.
133. 1 2  Vecchio, p. 143.
134. 1 2  Vecchio, p. 157.
135. ↑   Funzionano i due ascensori del sottopasso ciclopedonale della stazione, su legnanonews.com. URL consultato il 7 agosto 2017.
136. ↑  Vecchio, p. 146.
137. 1 2 3  Vecchio, p. 148.
138. ↑  Vecchio, p. 147.
139. ↑  Vecchio, pp. 155-156.
140. ↑  Vecchio, pp. 156-157.
141. 1 2  Vecchio, p. 158.
142. ↑  Vecchio, p. 163.
143. ↑  Vecchio, p. 167.
144. ↑   Grattacielo Luigi Caccia Dominioni, su ordinearchitetti.mi.it, www.ordinearchitetti.mi.it. URL consultato il 19 novembre 2014 (archiviato dall'url originale il 29 novembre 2014).
145. ↑  Ferrarini, p. 142.
146. ↑  Vecchio, p. 168.
147. 1 2  Vecchio, p. 208.
148. ↑  Vecchio, p. 236.
149. ↑  D'Ilario, 1984, p. 173.
150. ↑  D'Ilario, 1984, p. 174.
151. ↑  D'Ilario, 1984, pp. 174-175.
152. ↑  Vecchio, p. 159.
153. ↑  Vecchio, p. 161.
154. ↑  Vecchio, p. 162.
155. ↑  Vecchio, pp. 211-212.
156. ↑   Buscate, la Crespi è fallita: 150 operai senza lavoro, su ilgiorno.it. URL consultato il 9 settembre 2015.
157. ↑  D'Ilario, 1984, p. 139.
158. ↑  Vecchio, p. 265.
159. 1 2 3  Ferrarini, p. 153.
160. ↑  Ferrarini, pp. 173-176.
161. ↑  D'Ilario, 1984, p. 135.
162. ↑  Vecchio, p. 267.
163. ↑  Vecchio, p. 271.
164. ↑   Dolce & Gabbana, su treccani.it. URL consultato il 9 aprile 2014.
165. ↑  Vecchio, p. 273.
166. 1 2  Vecchio, p. 275.
167. ↑  Vecchio, p. 295.